# الزرقاء (مدينة)
الزرقاء مدينة أردنية، ومركز محافظة الزرقاء. تقع شمال شرق العاصمة عمّان بحوالي 20 كم، حيث تتداخل مدن الزرقاء والرصيفة وعمّان لتشكل المدن الثلاث تجمعاً سكانياً ضخماً. تُعتبر الزرقاء ثالث أكبر مدينة أردنية من حيث عدد السكان، حيث بلغ عدد سكانها في عام 2013 قرابة 572690 نسمة. وتُعتبر عاصمة الأردن الصناعية. وتبلغ مساحتها حوالي 60 كم2، وترتفع عن سطح البحر حوالي 619 متراً.
يعود أول استيطان بشري في المدينة إلى الألف الرابع قبل الميلاد. إلا أن المدينة قد فقدت أهميتها حتى إعادة استيطانها في بداية القرن العشرين من قبل المهاجرين الشيشان الآتين من القوقاز، وتحديداً عام 1902، حيث نزحوا من الحروب بين الإمبراطوريات العثمانية والروسية، واستقروا على طول نهر الزرقاء. تلى ذلك بناء محطة على الخط الحديدي الحجازي في المستوطنة الجديدة، وتحولت هذه المحطة إلى مركز مهم. في 1929 أصدرت الحكومة الأردنية الجديدة مرسوماً لتأسيس أول مجلس بلدي لمدينة الزرقاء.
بعد تشكيل قوة حدود شرق الأردن في عام 1926، بنيت قواعد عسكرية في المدينة من قبل الجيش البريطاني. أصبحت المدينة في وقت لاحق تُعرف باسم «المدينة العسكرية»، وكانت مقر الجيش العربي سابقا. تتميز الزرقاء بموقعها الجغرافي المتوسط بين مدن المملكة وعلى شبكة مواصلات دولية تربط الأردن بالدول المجاورة، وتمر من خلالها سكة حديد الحجاز التي تأسست عام 1900.

## التسمية
سميت الزرقاء بهذا الاسم نسبة إلى نهر الزرقاء وهو ثالث أكبر مجرى مائي بجنوب بلاد الشام بعد نهر الأردن ونهر اليرموك. وتعود تسميته نسبة للون مياه النهر الزرقاء حيث أن الزرقاء كلمة عربية، ويرى بعض الباحثين أن «الزرقاء» هي كلمة أكدية؛ والأكاديون هم عرب ساميون قدماء أصلهم من شمال الجزيرة العربية، هاجروا إلى بلاد الرافدين وأسسوا دولة فيها، وعندما أرادوا التوسع، قاموا باجتياح بلاد الشام. وتتكون كلمة الزرقاء في اللغة الأكادية من مقطعين هما: زار وتعني مياه وكي وتعني منطقة.
وقد أطلقوها على النهر الكبير الذي كان يطلق عليه اسم «النهر العظيم» أو «نهر التماسيح»، فأخذت الزرقاء هذا الاسم من كلمتي (زار ـ كي) من اللغة الأكادية، والتي تعني «منطقة مياه»، ثم دخلت الكلمة في تحويرات لفظية وكتابية من خلال تعرض المنطقة لحكم العديد من الدول القديمة مثل الأكاديين والأشوريين والفرس واليونايين والرومان والعرب المسلمين. فتحولت الكلمة من (زار ــ كي) إلى (زارقي) إلى (زارقا) ثم إلى (الزرقاء).
وقد جاء ذكر الزرقاء على العديد من الشعراء مثل
الشاعر أبو الطيب المتنبي (348 هـ)
وأيضاً في وصفها قال الشاعر عماد الدين الأصفهاني عند وداع القائد صلاح الدين الأيوبي في الزرقاء:

## التاريخ
للزرقاء تاريخ عريق كما يدل أصل تسميتها، فهي منطقة سكنية منذ أعوام عدة قبل الميلاد، إذ سكنت منطقتها شعوب عدة لنهرها ومياهها في تلك الحقب، مما جعلها مطمعاً للكثيرين. وأشهر ذكر لها كان في ما عرف برسائل تل العمارنة حيث يستنجد حكام المنطقة بفرعون مصر أخناتون، دون أن ينتبه لها لحروبه الداخلية. وقد كشف فريق من جامعة روما سابيينزا الإيطالية عن مدينة ضمن خربة البتراوي في حي معصوم بالزرقاء تعود للعصر البرونزي القديم (4 آلاف عام قبل الميلاد). حيث تبلغ مساحتها 20 دونماً. كما تم الكشف عن عدد من المنازل والأدوات واللقى والفخاريات والفؤوس النحاسية وقوالب الصب النحاسية والأدوات النحاسية المختلفة. أسس العمونيون دولتهم حوالي سنة 1250 ق م وعاشوا حياة البداوة وكونوا دولة قوية امتدت حدودها من الموجب جنوباً إلى سيل الزرقاء شمالاً ومن الصحراء شرقاً إلى نهر الأردن غرباً.
فقدت المدينة أهميتها حتى إعادة استيطانها في بداية القرن العشرين من قبل المهاجرين الشيشان الآتين من القوقاز، وتحديدا عام 1902، حيث نزحوا من الحروب بين الإمبراطوريات العثمانية والروسية، حيث استقروا على طول نهر الزرقاء. تم بعد ذلك بناء محطة على الخط الحديدي الحجازي في المستوطنة الجديدة، وتحولت هذه المحطة إلى مركز مهم. في 1929 أصدرت الحكومة الأردنية الجديدة مرسوما لتأسيس أول مجلس بلدي لمدينة الزرقاء.
تؤكد كتابات الرحالة مثل بتلر ودوتي على وجود حياة قروية مستقرة في منطقة الزرقاء خلال القرنين الثامن عشر والتاسع عشر، وهي مرتبطة بسيل الزرقاء، ويؤكد الباحثون أن قبائل بني حسن كانت تسكن المنطقة خلال القرن التاسع عشر، إضافة إلى جود قبيلة بني صخر بمحاذاة المناطق الصحراوية للزرقاء، وتمتد أرض بني حسن من الزرقاء ومغاربها حتى شرق جرش إلى المفرق، وتضم مساحات شاسعة من الأراضي الخصبة، وتحاذي سيل الزرقاء، إضافة إلى قبيلة الدعجة في منطقة جنوب الرصيفة، مع وجود لعائلات شركسية سكنت منطقة مزارع الرصيفة مثل: قوشحة وقمق، ابتداء من العام 1878.
بالاضافة الى الشيشان والشركس استوطن الزرقاء عائلات شامية اتت من دمشق واطرافها للتجارة وبحثا عن الرزق حيث انقسمت الزرقا الى جامع الشوام وجامع الشيشان وكان الشوام سببا رئيسا في انتعاش التجارة وتطور المدينة وتمركزوا حول جامع عمر بن الخطاب الذي اطلق عليه جامع الشوام
ثم جاءت هجرة عام 1948 فاستقبلت مدينة الزرقاء عددا كبيرا من الفلسطينيين وسكنوا في منطقة مخيم الزرقاء والسخنة، ثم هجرة عام 1967 ليتغير واقع الزرقاء السكاني وسكنوا مدينة الزرقاء نفسها والرصيفة ومخيم حطين، فقد كان لقدوم الفلسطيين الاثر البالغ في التطور السكاني، فقد أحدثت هذه الهجرات المتتالية عبر تاريخ المدينة تنوعا ثقافيا واجتماعيا قل نظيره في مدن أردنية أخرى.

### الفترة الأموية والعباسية

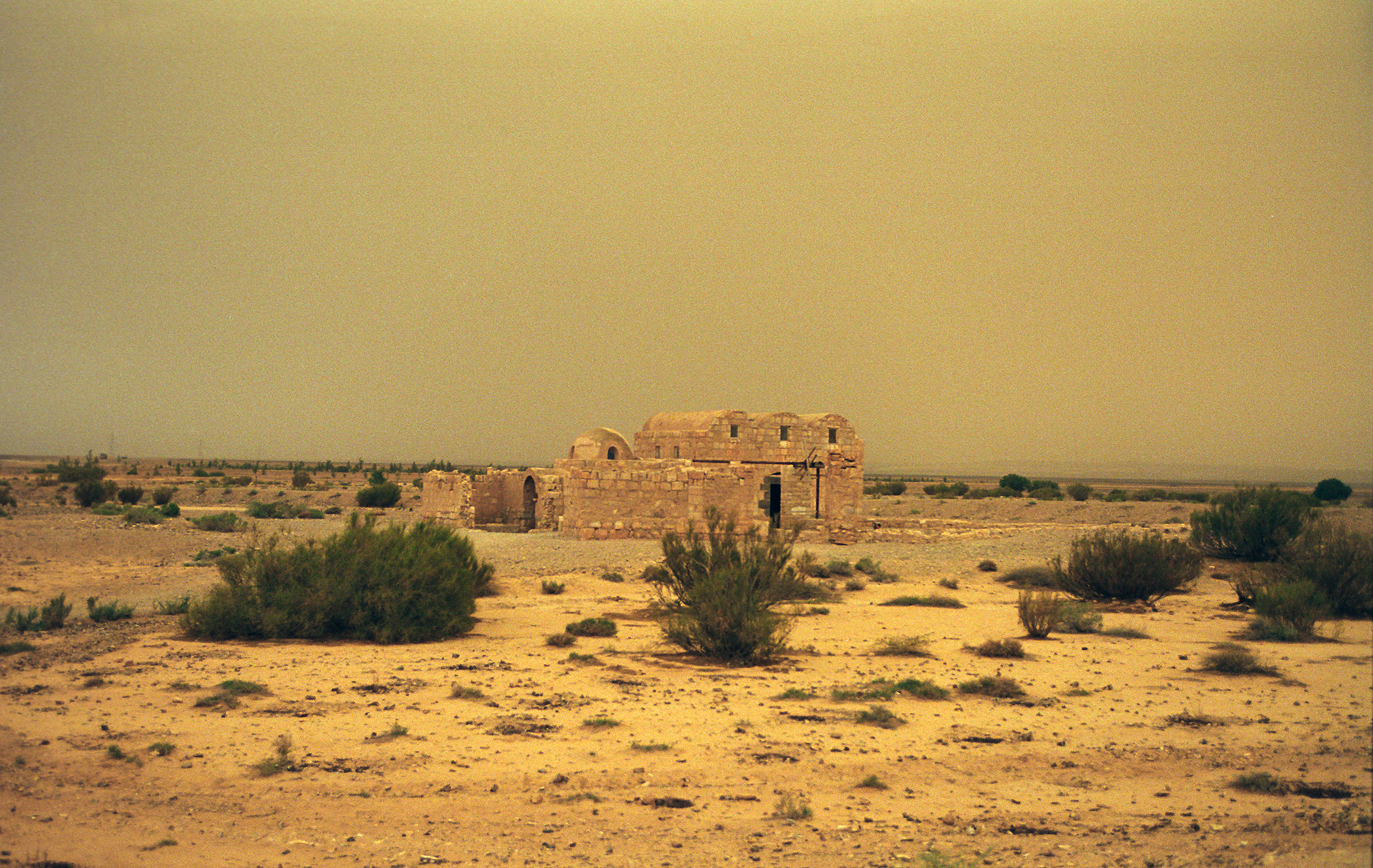
قصر عمرة

برزت الزرقاء خلال الفترة الأموية بسبب موقعها على طريق قوافل الحج التي كانت تمر بها متجهة إلى الحجاز. وقد أطلق أهل مكة الماريين بقوافلهم التجارية في رحلة الصيف في الشام اسم مسبعة الزرقاء لكثرة ما كان يوجد في غاباته من وحوش كاسرة مثل السباع والضباع والفهود. أهتم بني أمية بالزرقاء في سياق اهتمامهم بالأردن لقربه من عاصمة خلافتهم، دمشق. فأقاموا القصور والقلاع في البادية الأردنية حيث كانوا ينزلونها أيام الشتاء والربيع للصيد ومباريات الفروسية. كان من أشهر القصور الأموية في الزرقاء، قصر الحلابات، قصر عمرة، قصر حمام السراح وقصر عين السل.
قل اهتمام العباسيين ببلاد الشام وخصوصا بعد نقلهم عاصمة الخلافة من دمشق لبغداد، بحيث أصبحت هذه البلاد بعيدة عن عاصمة الخلافة. وقد أصبحت الشام خارج السيطرة العباسية بحلول عام 878 عندما أستولى الطولونيون وبعدهم الأخشيديون مصر والأردن وفلسطين ثم آلت في نهاية المطاف إلى الفاطميين بحولول سنة 1071.

### الفترة الأيوبية المملوكية
كانت الزرقاء مدينة معروفة لوقوعها على طريق الحج الشامي وكانت تعرف بكثرة مياهها وخصوبة تربتها. فقد كانت لها شهرتها وصيتها في العهد المملوكي بسبب موقع شرق الأردن الاستراتيجي الهام ومن ضمنه الزرقاء، وعندما أنتصرت جيوش الصالح نجم الدين أيوب أصبحت الزرقاء جزءا من إمارة الكرك التي تحالفت مع المماليك في مصر.

### الفترة العثمانية
بقيت الزرقاء معروفة كمركز مهم على طريق الحج الشامي، فكانت تعج بالحياة، وتزدحم أسواقها بالحياة وتعج بالنساء والتجار بالذات في موسم الحج. اهتمت الدولة العثمانية ببلاد الشام خاصة بطريق الحج الشامي فحفرت الآبار وبنت القلاع فيها على امتداد الطريق لتأمينه وحمايته من اللصوص وقطاع الطرق واعتداءات البدو وأنشئت خلال هذه الفترة محطة سكة الحديد في الزرقاء. وكانت هذه المحطة مكونة من عدة مباني أهمها: المحطة الرئيسية، خزان الماء والسكن. كانت تقع هذه المحطة على حافة نهر الزرقاء وتضم ثلاثة خطوط أحدهما رئيسي لسير القطارات عليه والآخران فرعيان لتخزين العربات والقاطرات وتحميل وتنزيل البضائع. بالإضافة لسكة حديد الزرقاء كان هناك سكة حديد الرصيفة الواقعة على طرف وادي الزرقاء والمعدة لتصدير الفوسفات من هذه المنطقة والجدير بالذكر أن هذه المحطة بقيت تعمل على نقل الفوسفات لتصديره حتى بدايات الألفية وبعدها توقفت وأغلقت شركة الفوسفات في الرصيفة.

## جغرافيا
تقع الزرقاء ضمن الشكيلات الأرضية المكونة للهضاب الشمالية للأردن، وتتميز هذه المنطقة بثلاث وحدات تضاريس تقسم إلى مناطق جبلية متوسطة إلى قليلة الأرتفاع، ومناطق الهضاب الصحراوية ومناطق السهول الشمالية الشرقية والصخور البازلتية. تقسم جغرافيا الزرقاء لثلاث مناطق ولكل منطقة خصائصها الجيولوجية المختلفة:
منطقة أعالي وادي الزرقاء الممتدة من منطقة رأس العين في عمان حتى منطقة جرش مرورا بمنطقة الجبال الغربية في الزرقاء. تترواح أرتفاعات هضاب هذه المنطقة من أقل من 500 متر في منطقة طواحين عدوان في منطقة جرش إلى ما يربو على 1048 متر في منطقة الكمشة الواقعة غرب الزرقاء. تشمل التراكيب الجيولوجية السائدة لهذه المنطقة الطيات المحدبة والمقعرة تتجه نحو الشمال والجنوب والشرق والغرب. ومن خصائص هذه الطبقات أزدياد سماكتها كلما اتجهنا شرقا.
منطقة وسط وادي الزرقاء الممتدة من طواحين عدوان الواقعة باتجاه الشرق إلى الحد الذي تنتهي فيه المنطقة الجبلية غربا. وتكون الهضاب في هذه المنطقة متوسطة الأرتفاع. تمتاز هذه المنطقة بصخورها الجيرية الدولوماتية والجيرية الطينية، ويعتبر تكوين حجر ناعور الرسوبي من أهمها.
منطقة أسفل وادي الزرقاء الممتدة من نقطة الالتقاء مع وادي الزرقاء حتى مصب نهر الأردن في غور الزرقاء. وتمتاز هذه المنطقة باختلاف مناخها عن مناخ البحر المتوسط السائد في منطقة الوسط. تقع منطقة أسفل وادي الزرقاء على الحافة الشرقية من حفرة الانهدام، وقد لعبت عملية التجوية على أضعاف الخصائص الفيزيائية لطبقات المختلفة لهذه المنطقة والمتكونة أساسا من الصخر الرملي متعدد الألوان.

### التضاريس
يتألف سطح محافظة الزرقاء من ثلاثة أقسام طبيعية هي:
الوديان
يعد وادي الزرقاء أشهر وديانها الذي يشكل الحد الفاصل بين حوران والبلقاء، وهو أكثر روافد نهر الأردن غزارة بعد نهر اليرموك. يبدأ هذا الوادي بالقرب من عمان، ويذهب باتجاه الشمال الشرقي إلى مدينة الزرقاء مارا بالرصيفة. ويصب هذا النهر في النهاية في نهر الأردن.
الهضبة الصحراوية
تعد امتداد للمرتفعات للمرتفعات الجبلية الواقعة غربها، والتي تغطي مساحات واسعة من الزرقاء ويبلغ ارتفاعها 800 متر. ومن الجدير بالذكر أن تربة هذه المنطقة رملية لا تصلح للزراعة وهناك استثناءات للمناطق المتواجد بها آبار جوفية وبالتحديد هضبة الأزرق والظليل.
المرتفعات الجبلية
وهذه المرتفعات تقع بمحاذاة لواء جرش ومحافظة البلقاء، غرب مدينة الزرقاء وتلتقي بالهضبة الصحراوية شرقا.

### الموقع

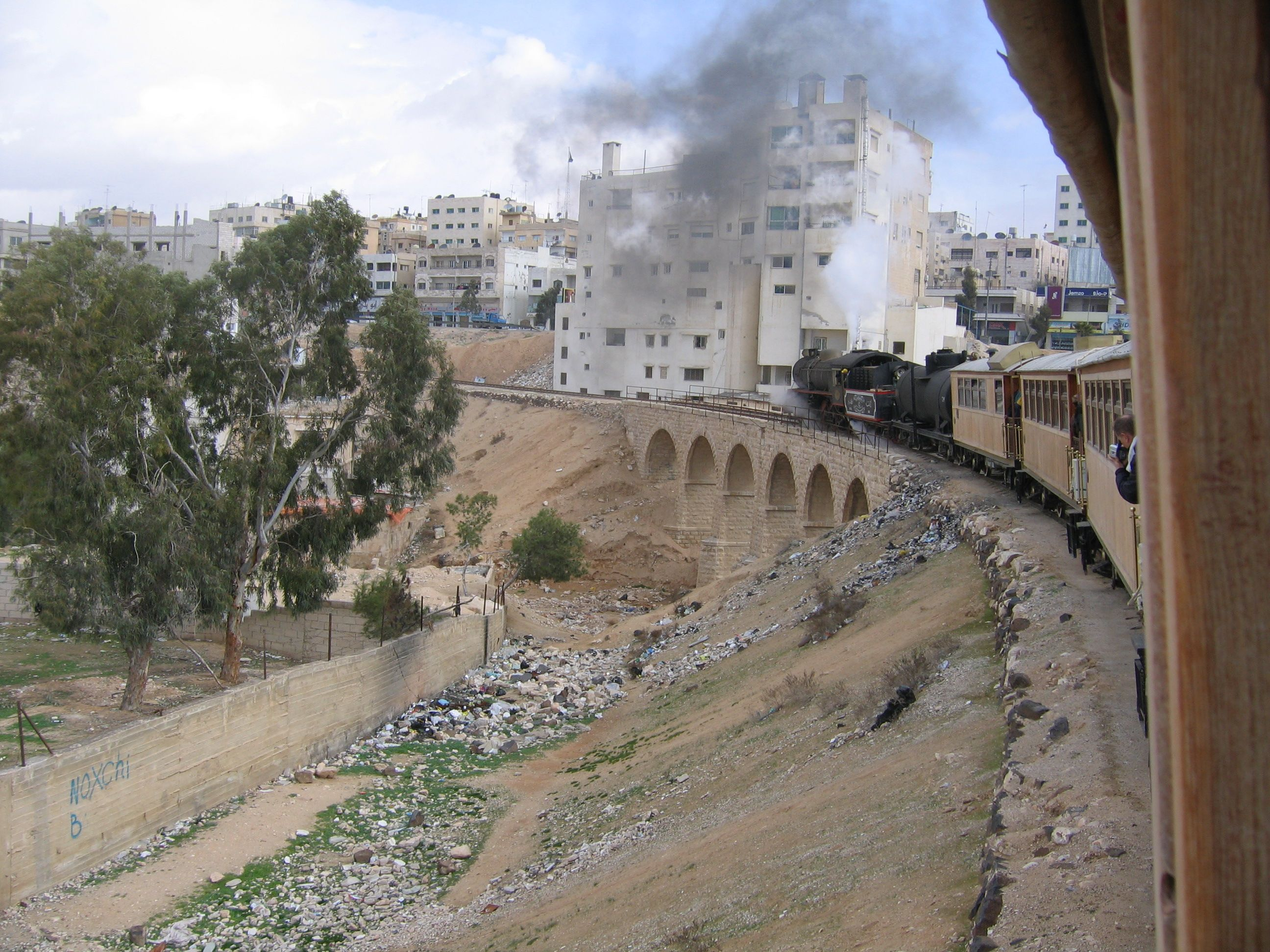
صورة من مدينة الزرقاء المطلة على النهر

تقع الزرقاء وسط المملكة الأردنية الهاشمية وتعد إحدى محافظات الوسط، ويحدها من الشمال محافظة المفرق ومن جنوبها العاصمة عمان. ويحدها من غربها محافظتي جرش والبلقاء أما شرقها فتقع البادية الأردنية والسعودية والعراق. تبعد مدينة الزرقاء عن العاصمة الأردنية عمان مسافة 20 كيلومتر وتعد أقرب المدن الأردنية إلى العاصمة عمان، تتداخل مدن الزرقاء والرصيفة وعمان لتشكل المدن الثلاث تجمعاً سكانياً ضخماً. تقع مدينة العقبة على بعد 380 كيلومتر جنوبها ومدينة إربد على مسافة تقارب من 60 كيلومترا شمالها. ويقع نهر الأردن على مسافة 45 كيلومتر إلى الغرب منها. أما عن مدن الجوار فتبعد القدس عنها بمسافة 90 كيلومترا إلى الغرب، ودمشق مسافة 160 كيلومتر إلى الشمال، وبغداد مسافة 800 كلومتر إلى الشرق، أما مكة المكرمة فتقع على مسافة 1245 كيلومتر إلى الجنوب.

### المناخ
الزرقاء مدينة منخفضة ترتفع عن سطح البحر قرابة 619 متراً، ويعتبر مناخها صحراوي جاف صيفا وقليل الأمطار شتاء.
| البيانات المناخية لـمدينة الزرقاء | البيانات المناخية لـمدينة الزرقاء | البيانات المناخية لـمدينة الزرقاء | البيانات المناخية لـمدينة الزرقاء | البيانات المناخية لـمدينة الزرقاء | البيانات المناخية لـمدينة الزرقاء | البيانات المناخية لـمدينة الزرقاء | البيانات المناخية لـمدينة الزرقاء | البيانات المناخية لـمدينة الزرقاء | البيانات المناخية لـمدينة الزرقاء | البيانات المناخية لـمدينة الزرقاء | البيانات المناخية لـمدينة الزرقاء | البيانات المناخية لـمدينة الزرقاء | البيانات المناخية لـمدينة الزرقاء |
| الشهر                             | يناير                             | فبراير                            | مارس                              | أبريل                             | مايو                              | يونيو                             | يوليو                             | أغسطس                             | سبتمبر                            | أكتوبر                            | نوفمبر                            | ديسمبر                            | المعدل السنوي                     |
| --------------------------------- | --------------------------------- | --------------------------------- | --------------------------------- | --------------------------------- | --------------------------------- | --------------------------------- | --------------------------------- | --------------------------------- | --------------------------------- | --------------------------------- | --------------------------------- | --------------------------------- | --------------------------------- |
| متوسط درجة الحرارة الكبرى °ف      | 37.8                              | 43.7                              | 53.6                              | 65.7                              | 74.5                              | 77.9                              | 80.8                              | 86.2                              | 77.9                              | 70.7                              | 58.5                              | 50.4                              | 64.8                              |
| متوسط درجة الحرارة الصغرى °ف      | 25.0                              | 29.3                              | 38.5                              | 41.4                              | 48.6                              | 58.1                              | 69.3                              | 65.1                              | 56.5                              | 49.1                              | 41.7                              | 34.7                              | 46.4                              |
| الهطول إنش                        | 6.77                              | 3.93                              | 2.99                              | 1.78                              | 0.56                              | 0.0                               | 0.0                               | 0.0                               | 0.0                               | 1.43                              | 2.17                              | 3.82                              | 23.45                             |
| متوسط درجة الحرارة الكبرى °م      | 3.2                               | 6.5                               | 12.0                              | 18.7                              | 23.6                              | 25.5                              | 27.1                              | 30.1                              | 25.5                              | 21.5                              | 14.7                              | 10.2                              | 18.2                              |
| متوسط درجة الحرارة الصغرى °م      | −3.9                              | −1.5                              | 3.6                               | 5.2                               | 9.2                               | 14.5                              | 20.7                              | 18.4                              | 13.6                              | 9.5                               | 5.4                               | 1.5                               | 8.0                               |
| الهطول مم                         | 171.9                             | 99.7                              | 76.0                              | 45.3                              | 14.1                              | 0.0                               | 0.0                               | 0.0                               | 0.0                               | 36.3                              | 55.2                              | 97.0                              | 595.5                             |
| المصدر:                           |                                   |                                   |                                   |                                   |                                   |                                   |                                   |                                   |                                   |                                   |                                   |                                   |                                   |

## التوزيع السكاني

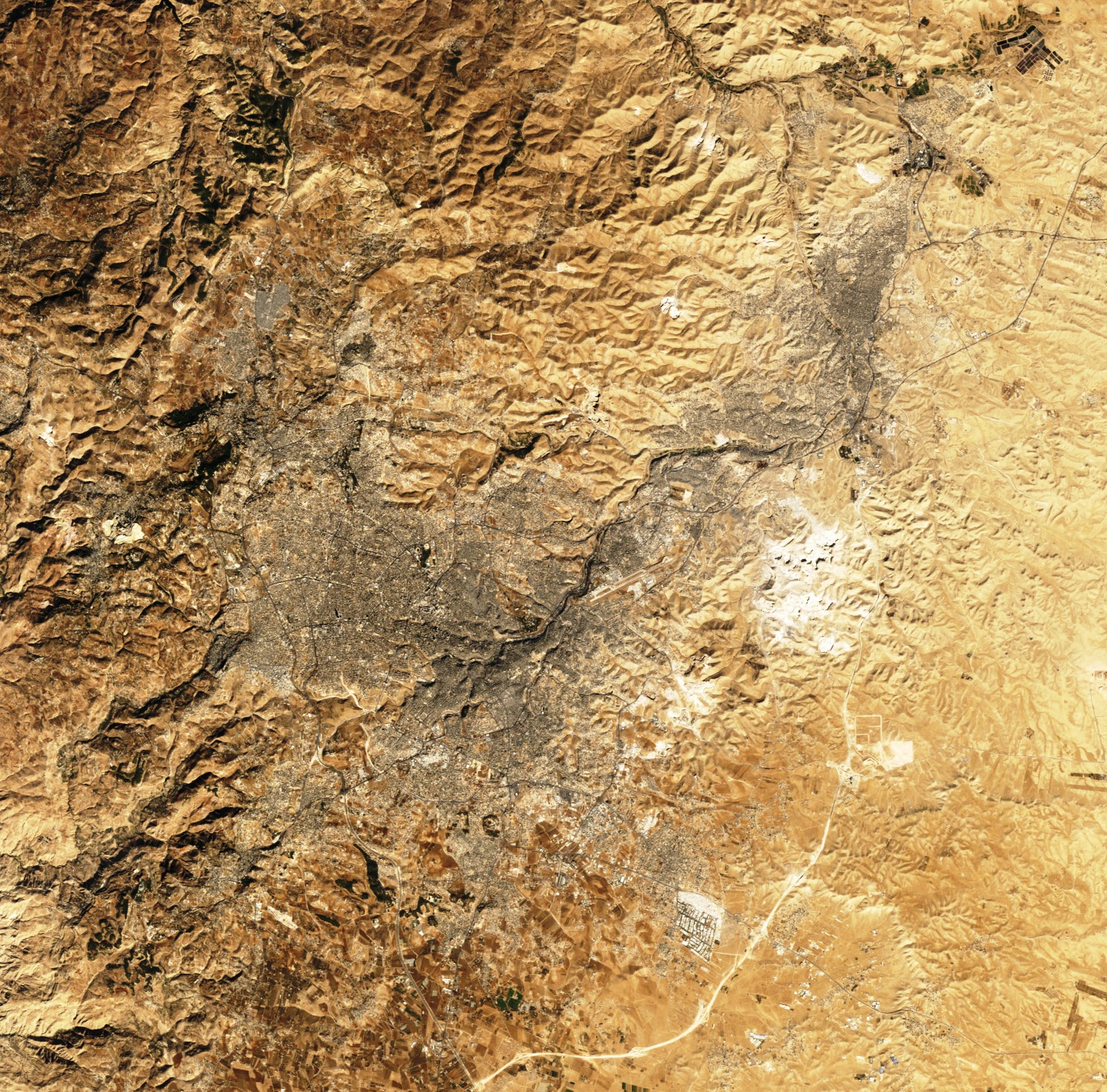
صورة جوية لمدينة الزرقاء والرصيفة وعمّان، حيث تتداخل المدن الثلاث لتشكل تجمعاً سكانياً ضخماً.

نتائج التعداد الوطني للسكان لعام 2004 لمدينة الزرقاء جاءت كما يلي:
| 1 | مجموع السكان                  | 395,227           | 5,350,000       |
| 2 | نسبة الذكور إلى الإناث        | %51.27 إلى %48.73 | %51.5 إلى %48.5 |
| 3 | نسبة الأردنيين لغير الأردنيين | %95.2 إلى %4.8    | %93 إلى %7      |

### التعداد السكاني
خلال المراحل التي سبق ذكرها يتبين لنا تأثير العوامل الطبيعية التي أدت إلى جذب السكان وأسهمت في التطور السكاني لمجتمع الزرقاء
لتصبح على النحو التالي:
- عام (1928) بلغ عدد السكان (6000) نسمة.
- عام (1952) بلغ عدد السكان (28456) نسمة.
- عام (2004) بلغ عدد السكان (1500000) نسمة.
- عام (2006) بلغ عدد السكان (1600000) نسمة.
- عام (2008) بلغ عدد السكان (1700000) نسمة.
- عام (2009) بلغ عدد السكان (1800000) نسمة.

- نسبة النمو السكاني (2.3)%.

يشكل السكان ما نسبته 15.7% من سكان المملكة وتبلغ الكثافة السكانية في المحافظة حوالي 205 شخص / كم2 وهي أعلى من المعدل العام للمملكة والذي يبلغ حوالي 60 شخص / كم2 ويتوزع السكان على 52 تجمعاً سكانياً.
وبقع غربي هذه المدينة لواء الرصيفة وتعتبر مدينة الرصيفة أكبر لواء أردني ويزيد تعداد سكانها عن نصف مليون نسمة وتمتد مدينة الرصيفة لتفصل العاصمة عمان عن مدينة الزرقاء لتكتسب موقعا استراتيجيا مميزا ولكن هذه المدينة تحولت بفعل الزيادة السكانية والعمرانية إلى أكبر تجمعات تلويث البيئة في الأردن بعد أن كانت مكانا يقصده الناس من كافة أرجاء المملكة للتنزه والصيد. يوجد بمدينة الرصيفة اهتمام كبير بالانشطة الرياضية وخاصة كرة القدم حيث «نادي الرصيفة» و«نادي اتحاد الرصيفة» و«نادي شباب الرصيفة» بالإضافة إلى الكثير من الأندية الشعبية وقد استطاعت المدينة رفد المنتخبات الوطنية بكثير من اللاعبين المميزين.

### الواقع الاجتماعي والاقتصادي
أدى هذا التنوع البشري من السكان إلى إثراء الحياة الاجتماعية والاقتصادية لمجتمع الزرقاء، ألامر الذي تطلب معه وجود نظام إداري وتجاري لتنظيم العلاقات بين هذه المجموعات، ومن الجدير بالذكرأن الزرقاء كانت تتبع قائم مقام عجلون الذي كان يعين مختارا لإدارة قرية قصر الزرقاء. وبتاريخ (18 نوفمبر 1928) أصدرت الحكومة الأردنية قرارا يقضي بتشكيل هيئة مؤقتة للمجلس البلدي في الزرقاء، وتم تعيين بهاء الدين عبد الله وكيلا للمجلس، وبدأ المجلس برعاية الزرقاء وإنشاء البنية التحتية من طرق وكهرباء ومياه وهاتف حيث تم إيصال المياه إلى المنازل لأول مرة سنة (1934).

## الاقتصاد

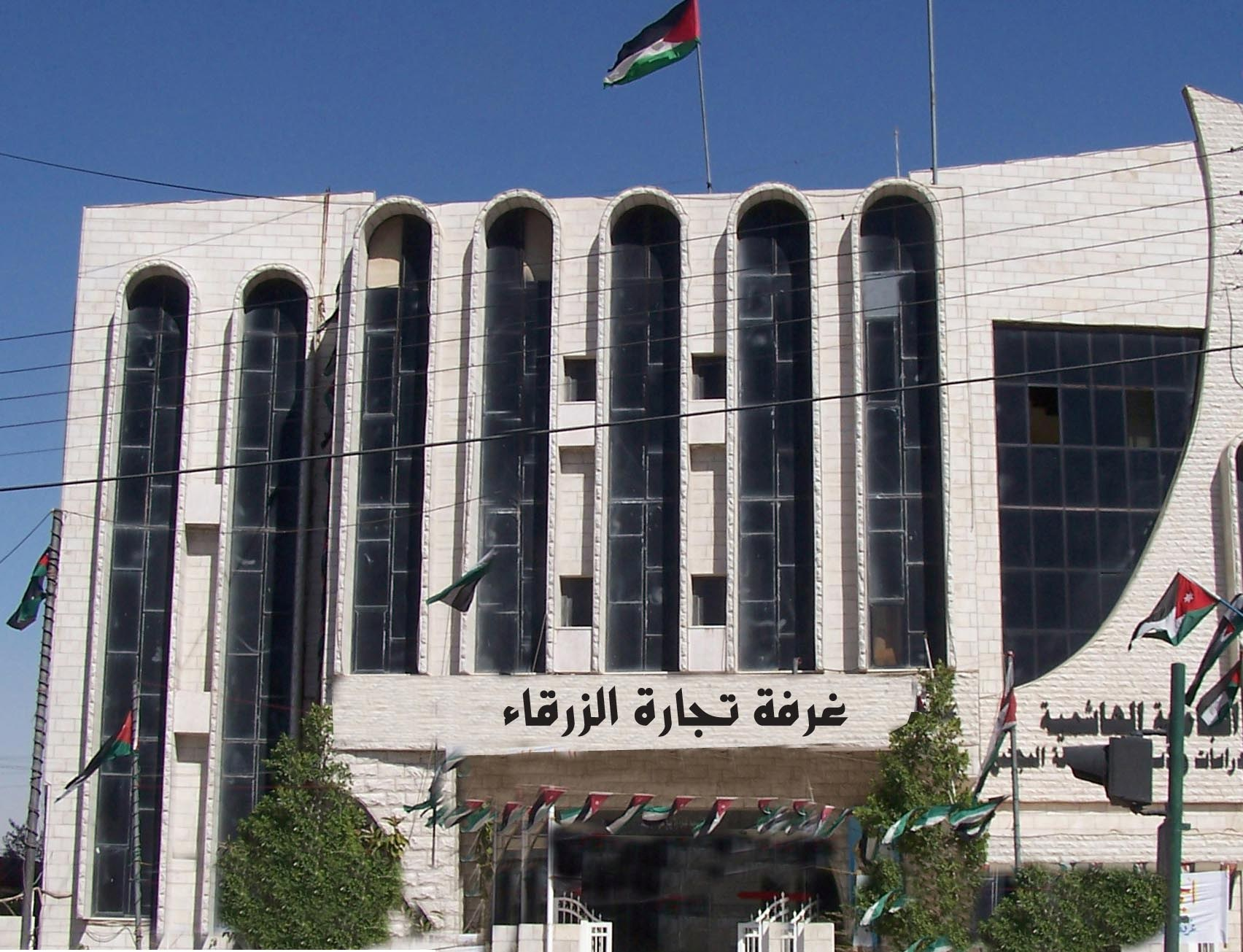
غرفة تجارة الزرقاء

يوجد في المحافظة 19495 منشأة اقتصادية حسب التعداد للمنشآت الاقتصادية للعام 1999 تمثل ما نسبته 13.4 % من إجمالي عدد المنشآت الاقتصادية في المملكة، والمنشآت التجارية 11064 ومنشآت الخدمات 4897 ومنشآت الصناعة والتعدين 2632 منشأة وهي الأعلى من بين جميع الأنشطة الاقتصادية يليها النقل والاتصالات والإنشاءات والزراعة.
تقدر أعداد القوى العاملة في المدينة بحوالي 166.9 ألف عامل وتبلغ نسبة العاملين في قطاع الصناعة التحويلية في المدينة حوالي 19.7% من إجمالي العاملين في المدينة كما يستوعب قطاع الجملة والتجزئة ما نسبته 19% كما يستوعب قطاع النقل والتخزين والاتصالات ما نسبته 11.5%.

### الزراعة والثروة الحيوانية
أدى موقع مدينة الزرقاء ومناخها إلى تنوع منتوجاتها الزراعية فيها. فقد وقعت الزرقاء الجزء الجنوبي الشرقي لإقليم حوض البحر المتوسط والطرف الشمالي للإقليم الصحراوي الذي أدى لتباين تضاريسها فأثر على تنوع منتجاتها الزراعية وثروتها الحيوانية. يبقى القمح والشعير أهم محصوليين زراعيين أنتجتهما الزرقاء عبر تاريخها نظرا لاعتماد السكان عليه في غذائهم. عرف الشيشان المزارعون القاطنين على أطرف وادي الزرقاء بزراعتهم لذرة في المناطق المحيطة بنهر الزرقاء. وفي المناطق الجبلية اهتم أهل الزراء بزراعة البقوليات مثل العدس والكرنة والحمص وازدادت رقعة الاراضي المزروعة بالبقوليات بعد وصول الشيشان للمنطقة. كانت معظم أراضي الزرقاء مغطية بالاشجار الحرجية والنباتات البرية في المرتفعات الجبلية وبطون الأودية. وكان من أهم هذه الأنواع; أشجار البلوط والصنوبر والسندان وغيرها بالذات في منطقة وادي الزرقاء الملئ بالحيوانات المفترسة فيما مضى.
انتشرت تربية الماعز والأغنام في انحاء الزرقاء المختلفة فقد ساعدت سفوح الجبال والوديان على رعي الأغنام، وكانت الماعز الأقدر على تسلق المنطاق الجبلية والوعرة لذى كثرة تربيتها هناك. كان أهل الزرقاء فيما مضى يعتمدون على لحوم الماشية وحليبها خاصة في صناعة اللبن والأجبان خاصة لبن الماعز، كما استفادو من جلود وأصواف حيواناتهم بصناعة الأحذية والفراء. لكن الحال تغير مع مرور الزمن وخاصة مع ازدهار الحركة العمرانية والتعليم. القبائل البدوية في الزرقاء اهتمت بتربية الأبل واستفادوا منها في التنقل والغزو. كما كثرت تربية الطيور في المدينة وظهر لها هواة يحبون جمعها والمحافظة عليها كما تباع وتشترى أيضا لأهداف مادية أو الاستبدال والحصول على أنواع أخرى جديدة.
تبلغ مساحة الأراضي القابلة للزراعة في المحافظة 420 ألف دونم مستغل منها فعلياً 300 ألف دونم أي ما نسبته 6.3% من مجمل مساحة المحافظة وما نسبته 3.4% من الأراضي الكلية القابلة للزراعة في المملكة، يوجد محميات عدد 2 في قضاء الأزرق تبلغ مساحتها 120 ألف دونم. قدمت مؤسسة الإقراض الزراعي إلى المزارعين في المحافظة 181 قرضا خلال عام 2001 وقيمتها الإجمالية 645800 دينار وكانت نسبة القروض في مجال شراء مدخلات الإنتاج الزراعي حوالي 43% من إجمالي القروض وفي مجال أعمار واستغلال الأراضي حوالي 22% وفي مجال تنمية وتطوير الثروة الحيوانية والدواجن 18% والباقي في مجالات تنمية وتطوير مصادر المياه والتصنيع الزراعي. اما فيما يتعلق بالثروة الحيوانية فهنالك 31 مزرعة أغنام بسعة 40000 راس من الأغنام 217 مزرعة أبقار بسعة 25835 رأس من الأبقار 133 مزرعة دواجن لاحم بسعة 1875320 طير دواجن بياض 19 مزرعة بسعة 945900 طير و3 مزراع أرانب بسعة 2500 أرنب وهنالك في المحافظة 2500 رأس من الجمال كما يوجد 867 خلية نحل أما فيما يتعلق بأعداد الثروة الحيوانبة (بدون مزارع) فهنالك 290638 رأس من الأغنام و10428 رأس من الماعز و462 راس من الأبقار.

### الصناعة والتعدين
وتتوفر فيها البنية التحتية الأساسية للخدمات ولهذا تعتبر الزرقاء العاصمة الصناعية للأردن حيث تضم 52% من الصناعات على مختلف أنواعها وتشكل على الدوام مركز جذب للسكان من كل أنحاء المملكة.
يعتبر هذا القطاع من القطاعات المهمة والذي يستوعب ما نسبته 21.3% من عدد الأيدي العاملة في المحافظة وقطاع التعدين هام بالمحافظة خاصة في إنتاج الفوسفات وإنتاج النفط من حقل حمزة بالأزرق.
وحسب ما جاء في تقرير غرفة الصناعة في المحافظة فان هناك 2911 منشأة عاملة تتوزع على قطاعات الصناعة الهندسية والصناعات الإنشائية والمحيكات والصناعات الجلدية ومستحضرات التجميل والعطور وقطاع اللوازم الطبية والعلاجية وقطاع التعبئة والتغليف.
ويبلغ عدد المنشآت للمقاولين في المحافظة عام 2000 70 منشأة تمثل ما نسبته 4.8% من إجمالي عدد المنشآت العاملة في المملكة ويعمل فيها 409 شخص.

## الخدمات

### الرعاية الصحية
تعنبر مدينة الزرقاء من أهم المدن الصحية في الأردن حيث تحتوي على عدد من المستشفيات:
- مستشفى الزرقاء الجديد (حكومي).
- مستشفى الزرقاء الحكومي (حكومي).
- مستشفى الأمير هاشم (عسكري).
- مستشفى جبل الزيتونة (خصوصي).
- مستشفى الأمير فيصل (حكومي).
- مستشفى قصر شبيب (خصوصي).
- مستشفى الحكمة (خصوصي).
- مستشفى ابن سينا (خصوصي).
- مستشفى الرازي (خصوصي).

القطاع الخاص: أهم مستشفيات القطاع الخاص هي مستشفى الحكمة الحديث ومستشفى قصر شبيب ومستشفى جبل الزيتون وتضم 363 عيادة خاصة و144 عيادة أسنان كما يوجد 269 صيدلية و35 مختبراً طبياً و5 مراكز أشعة ومركز واحد للأمومة والطفولة كما يبلغ معدل أشغال الأسرة 40.3 ومعدل إقامة المريض في المستشفى 2.3 ليلة.
الخدمات الطبية الملكية: يوجد مستشفى واحد وهو مستشفى الأمير هاشم حيـث يوجد فيـه 200 سرير و25 طبيب مقيم ويعمل به 46 طبيب اختصاص و90 مهن أخرى مسانـدة و42 ممرض و11 قابلة و144 كادر تمريضي بمختلف التخصصات.
المستشفيات والمراكز الصحية الحكومية: فيما يتعلق بمستشفيات وزارة الصحة فهناك مستشفيان هما مستشفى الزرقاء الحكومي المعروف ب (مستشفى الحاووز) حيث يوجد فيه 294 سرير ويعمل به 90 طبيب اختصاص و109 طبيب مقيم 10 أطباء عامين يساندهم 3 صيادلة و141 ممرض و26 قابلة و133 مساعد ممرض وعاملة تمريض. ومستشفى الأمير فيصل بن الحسين ويوجد فيه 130 سرير ويعمل فيه 39 طبيب اختصاص و8 طبيب مقيم 12 طبيب عام يساندهم 2 صيادلة و93 ممرض و23 قابلة و45 مساعد ممرض وعاملة تمريض. يوجد في المحافظة مركزان صحيان شاملان و24 مركز صحـي أولـي و13 مركز صحي فرعي و29 مركز أمومة وطفولة كما يوجد مركز للأمراض الصدرية ويوجد في المراكز الصحية 42 صيدلية و17 مختبر طبي و5 مختبرات للأشعة و15 مختبر أسنان.

### التعليم

#### التربية والتعليم
يوجد في المدينة 415 مدرسة منها 308 تابعة لوزارة التربية والتعليم و5 للقوات المسلحة و33 مدرسة لوكالة الغوث و69 مدرسة للقطاع الخاص وعدد الطلاب في تلك المدارس هو 205000 موزعين على 5930 شعبة بمعدل 35 طالب لكل شعبة اما نسبة التسرب من المدارس فهي 0.3 % اما نسبة الامية 13 % وعدد المعلمين في هذه المدارس يصل إلى حوالي 8588 معلماً ومعلمة بمعدل 24 طالبا / معلم في حين انه في المملكة 20 طالباً/ معلم وتم إلحاق 1600 معلم بدورة ICDL. يوجد في المحافظة 131 روضة أطفال كما يوجد في المحافظة 64 مركزاً ثقافياً خاصة تعقد دورات مرخصة من وزارة التربية والتعليم. يوجد مختبرات حاسوب في 310 مدرسة أي ما نسبته 75% علـى مستـوى المحافـظة 53% في المملكة.

#### التعليم العالي
يوجد في المحافظة جامعتان واحدة خاصة وهي جامعة الزرقاء (الخاصة) وفيها 3272 طالباً وطالبة و109 عضو هيئة تدريس وجامعة حكومية هي الجامعة الهاشمية وفيها 17500 طالباً وطالبة وما يزيد عن 300 عضو هيئة تدريس وتحوي برامج مهمة كتخصص ماجستير تمريض الأورام السرطانية وتخصص بكالوريوس الطب والعديد من الهندسات.أما كليات المجتمع فيوجد في المحافظة ثمان كليات (كلية المجتمع الإسلامي وكلية الزرقاء الأهلية وكلية قرطبة وكلية الزرقاء الحكومية وكلية المهن الطبية المساعدة وكلية الأمير حسن للعلوم الإسلامية وكلية الشريف ناصر بن جميل للاتصالات وكلية الأمير الحسين بن عبد الله الفنية العسكرية.

## البنية التحتية والخدمات الأساسي

### الطرق

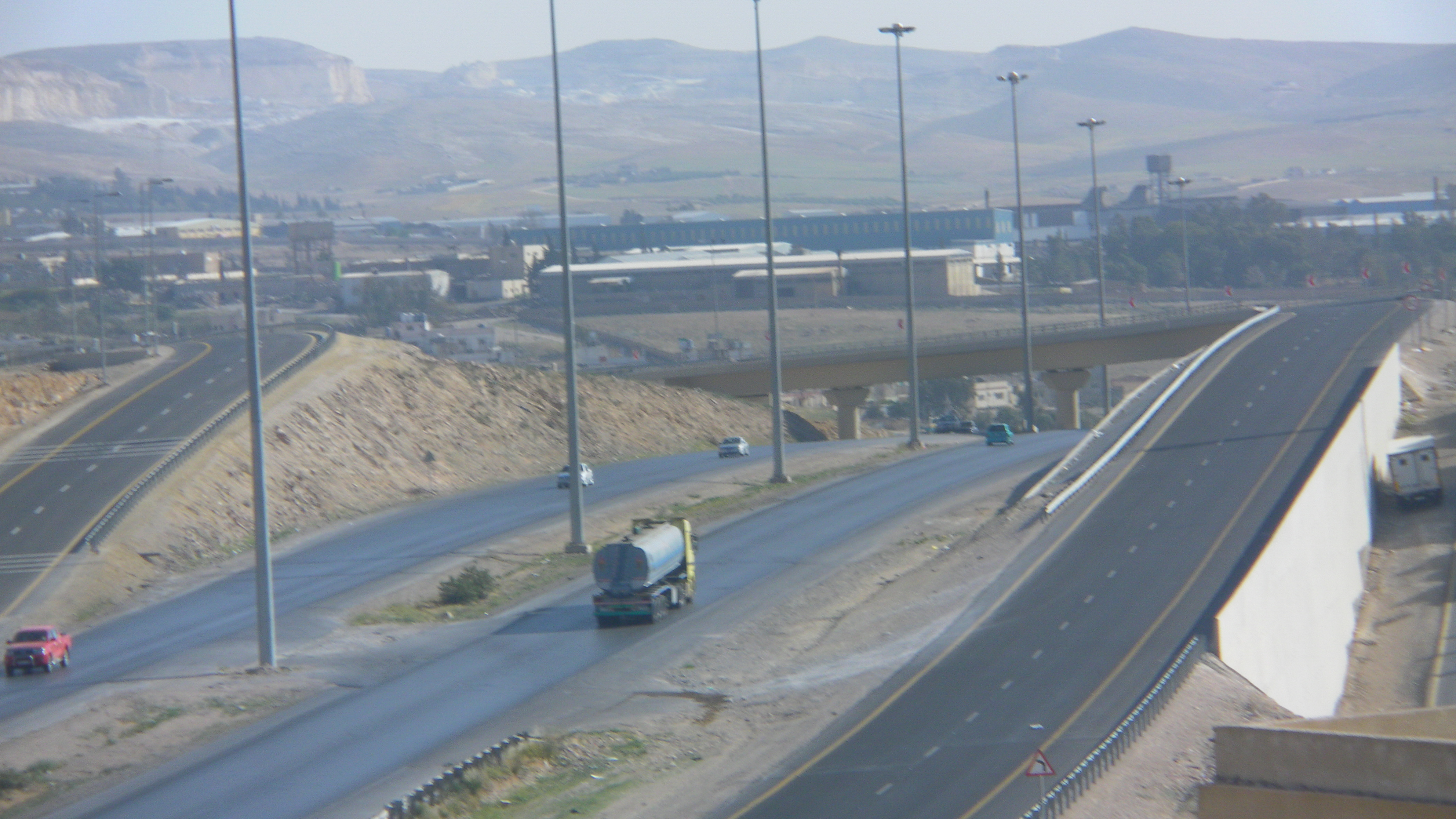
أوتوستراد عمان، الزرقاء، المفرق

تتوفر في المدينة شبكة من الطرق الرئيسية والثانوية والقروية تبلغ أطوالها كما يلي:
- الطرق الرئيسية بطول 292 كم.
- الطرق الثانوية بطول 148 كم.
- الطرق القروية بطول 138 كم.

### المياه
يتم تزويد سكان المدينة بالمياه من عدة مصادر تقع ضمن حوض عمان – الزرقاء، وحوض الأزرق المائي. ويبلغ صافي التزويد المائي في المحافظة 31.8 مليون متر مكعب وبمعدل استهلاك الفرد الواحد 110 لتر يوميا وبلغ إجمالي كميات المياه المباعة للمشتركين حوالي 14.6 مليون متر مكعب، كما بلغ عدد المشتركين بشبكة المياه في العام 2003 حوالي 102809 مشترك.

### الكهرباء والطاقة
يتم تغذية مدينة الزرقاء بالتيار الكهربائي من مصدرين رئيسيين هما:
 محطة تحويل الحسين الحرارية 13/50 ك.ف ومحطة تحويل العبدلي الرئيسية 132/33 ك.ف.
 جميع المناطق في المحافظة مخدومة بشبكة الكهرباء ويبلغ عدد المشتركين بشبكة الكهرباء 121812 مشترك يشكلون ما نسبته 13.4% من إجمالي المشتركين في المملكة.

### البريد ولاتصالات
تغطي الخدمة الهاتفية جميع التجمعات السكانية المنظمة وذلك من خلال 6 مقاسم رئيسية و9 توابع إلكترونية وبلغ عدد الخطوط العاملة في المحافظة 79845 خطا وتقدم شركة الاتصالات خدماتها للمواطنين من خلال3 مراكز رئيسية وفرعية كما تغطـي الخدمـة البريدية معظم مناطق المحافظة وذلك من خلال 27 مكتـب بريد يوجـد بهـا 3914 صندوق بريد ووكالتي بريد.

## السياحة والآثار
في الفضاء الممتد بين "الصحراء الملونة" شرقاً وأشجار البلوط المعمرة وسط الحقول الخضراء غرباً، تتناثر عشرات المواقع الأثرية في مدينة الزرقاء والتي تزخر بـ 36 معلماً بارزاً من العصر البرونزي وحتى العهد العثماني. ويرى المؤخرون أن الزرقاء ممتازة بتعاقب حضارات ضمن " حلقة متصلة استقر بها الإنسان دونما انقطاع حتى يومنا هذا. وتؤكد هذه الفرضية عشرات الحفريات وأعمال التنقيب التي أجرتها جامعة روما في القصور الصحراوية والقلاع المتناثرة حول المدينة. وإذا ما قرأنا التاريخ بتمعن سنرى بأن الزرقاء ساهمت باستمرار في صنع أحداث المكان التي مرت على تاريخ الأردن بأسماء كثيرة مختلفة، منها " يبوق " و" صارقي " وغيرها.
ولذالك تضم مدينة الزرقاء مئات المواقع الأثرية والمهمة التي تغطي كافة مراحل الحضارة الإنسانية عبر العصور فالزرقاء مدينة قديمة حديثة إذ ورد ذكرها في رسائل تل العمارنة (زمن الفراعنة) وعسكر فيها الرومان ويسود فيها المناخ الصحرواي ولقد سكنت منذ القدم وفرضت طبيعتها وجود القصور والقلاع وهو ما تتميز به المدينة عن غيرها وكانت مدينة الزرقاء منذ القدم محطة على طريق القوافل والحج وقد كانت مغطاه بالغابات والاحراج ويعود اصل المدينة إلى الربع الأول من القرن الماضي واخذت بالتوسع والنمو حتى أصبحت المدينة الثانية بعد العاصمة عمان ومن أهم المواقع الأثرية والسياحية في مدينة الزرقاء هي:

### المعالم السياحية والأثرية
| الحاووز كان إنشاء الحاووز في منتصف القرن الماضي لحاجة ملحة ألا وهي تخزين المياه وإعادة ضخها بشكل انسيابي لبيوت الزرقاء، وكان الحاووز في ذلك الوقت يقع على تلة مرتفعة مقارنة بأحياء الزرقاء حيث تم رفعه على أعمدة إسمنتية يبلغ ارتفاعها حوالي الثلاثين مترا من اجل ضمان وصول المياه إلى جميع البيوت والمنازل التي كانت في معظمها لا تزيد عن الطابقين. واستمر هذا الحاووز "الخزان في تلبية احتياجات قرية الزرقاء منذ العشرينات من القرن الماضي وحتى نهاية السبعينات حيث اتسعت الزرقاء وزاد عدد سكانها وأصبحت مدينة كبيرة بعدد سكانها فأصبح الحاووز بسعته غير قادر على تلبية احتياجات السكان. | — |
| سكة حديد الحجاز تنطلق سكة حديد الحجاز من مدينة دمشق ويعبر سهل حوران ويمر بالمزيريب وعدد من المناطق جنوب سوريا وصولاً إلى مدينة درعا ثم إلى الأردن حيث يمر بمدن المفرق والزرقاء وعمّان ومعان على التوالي، أعيد تأهيل بعض القاطرات التاريخية كما لا تزال العديد من العربات القديمة تستخدم كذلك. واعتمادا على الخط هناك مشروع قطار خفيف يربط عمان والزرقاء. |   |
| شارع السعادة يعد شارع السعادة اليوم أهم شوارع مدينة الزرقاء الممتدعلى مسافة كيلومترين اثنين، وتبدأ حدوده صعودا من شارع الجيش إلى منطقة شبيب، التي تضم بين حناياها قصر شبيب الأثري، وتنتشر على ضفتي الشارع محلات وأسواق تضم السلع المتنوعة من خضراوات وملابس وأدوات منزلية. |   |
| نهر الزرقاء هو من روافد نهر الأردن ينبع من العاصمة الأردنية عمان متجها إلى الشرق عبر عين غزال، الرصيفة، فمدينة الزرقاء، حيث ينحني 180 درجة ويبدأ جريانه باتجاه وادي الأردن قاطعا جرش وعجلون والبلقاء صابا في بحيرة جرش. يبلغ طول النهر 70 كم وعرضه من 7 إلى 10 أمتار. |   |

| قصر شبيب       | قصر عمرة      | قصر الحلابات | تل أبو صياح |
| قصر حمام الصرح | قصر العويند   | قصر اسخيم    | قلعة الأزرق |
| محمية الأزرق   | محمية الشومري | رجم الشوك    | الحبابية    |
| حمام السراح    | خربة الطي     | القرين       | الكمشة      |
| الصنمة         | المشوبش       | القصر الأحمر |             |

## المشاكل
تشكل الازدحامات المرورية والاختناقات في حركة السيارات مشهدا يوميا في حياة الزرقاء وفي عدد من المفاصل من أحياء الزرقاء وسط غياب ملحوظ لرجال السير الذين غالبا يتواجدون في الوسط التجاري فقط. وفي الوسط التجاري بالزرقاء ونظرا لضيق الشوارع وازدياد أعداد السيارات فإن الشوارع تغص بالمئات من السيارات التي تتواجد في شوارع الوسط التجاري، وتزداد الأزمات المرورية في ساعات ما قبل الظهيرة وفي ساعات المساء الأمر الذي يشكل مشكلة كبيرة لقاصدي منطقة الوسط التجاري للتسوق. إن مشكلة الازدحام المروري في الوسط التجاري لا يمكن السيطرة عليها أو التخفيف منها إلا بقيام البلدية باستملاكات كبيرة وتوسيع الشوارع التي صممت قبل عشرات السنوات حين كان عدد السيارات محدود. إن الزيادة في عدد السيارات في السنوات الأخيرة أدى إلى ان تصطف السيارات على جانبي الشارع في جميع أحياء المدينة ما يتسبب في اختناقات مرورية كبيرة حيث السيارات المتوقفة على جانبي الطريق في شوارع ضيقة ما تسبب في إشكالات بين السائقين في كثير من الأحيان لعدم إعطاء الأولوية. ويلقي مواطنون باللوم والنقد في جانب من الازدحامات المرورية على صانع القرار في الزرقاء.

## مناطق مدينة الزرقاء الكبرى
القائمة التالية بأسماء مناطق وأحياء الزرقاء
| مناطق وأحياء الزرقاء | مناطق وأحياء الزرقاء        | مناطق وأحياء الزرقاء | مناطق وأحياء الزرقاء                             | مناطق وأحياء الزرقاء | مناطق وأحياء الزرقاء          | مناطق وأحياء الزرقاء | مناطق وأحياء الزرقاء | مناطق وأحياء الزرقاء | مناطق وأحياء الزرقاء | مناطق وأحياء الزرقاء | مناطق وأحياء الزرقاء | مناطق وأحياء الزرقاء | مناطق وأحياء الزرقاء |
| رقم                  | المنطقة                     | رقم                  | المنطقة                                          | رقم                  | المنطقة                       |                      |                      |                      |                      |                      |                      |                      |                      |
| -------------------- | --------------------------- | -------------------- | ------------------------------------------------ | -------------------- | ----------------------------- | -------------------- | -------------------- | -------------------- | -------------------- | -------------------- | -------------------- | -------------------- | -------------------- |
| 1                    | حي الأمير محمد              | 2                    | حي رمزي                                          | 3                    | حي النزهة                     |                      |                      |                      |                      |                      |                      |                      |                      |
| 4                    | حي معصوم                    | 5                    | حي الحسين                                        | 6                    | حي الأمير عبد الله (الغويرية) |                      |                      |                      |                      |                      |                      |                      |                      |
| 7                    | حي الأمير حمزة              | 8                    | حي الأمير حسن                                    | 9                    | حي الأميرة رحمة               |                      |                      |                      |                      |                      |                      |                      |                      |
| 10                   | الجبل الأبيض                | 11                   | حي جناعة، جناعة الجديدة، وجناعة القديمة          | 12                   | منطقة الوسط التجاري           |                      |                      |                      |                      |                      |                      |                      |                      |
| 13                   | منطقة الثورة العربية        | 14                   | منطقة الزواهرة                                   | 15                   | الزرقاء الجديدة               |                      |                      |                      |                      |                      |                      |                      |                      |
| 16                   | مخيم الزرقاء في وسط المدينة | 17                   | مخيم حطين (شنلر) في الرصيفة                      | 18                   | عوجان                         |                      |                      |                      |                      |                      |                      |                      |                      |
| 19                   | حي الفلاح <الأمير حسن>      | 20                   | مدينة الملك عبد الله بن عبد العزيز <مدينة الشرق> |                      |                               |                      |                      |                      |                      |                      |                      |                      |                      |
| مصدر (13/9 /2008)    |                             |                      |                                                  |                      |                               |                      |                      |                      |                      |                      |                      |                      |                      |

## معرض الصور

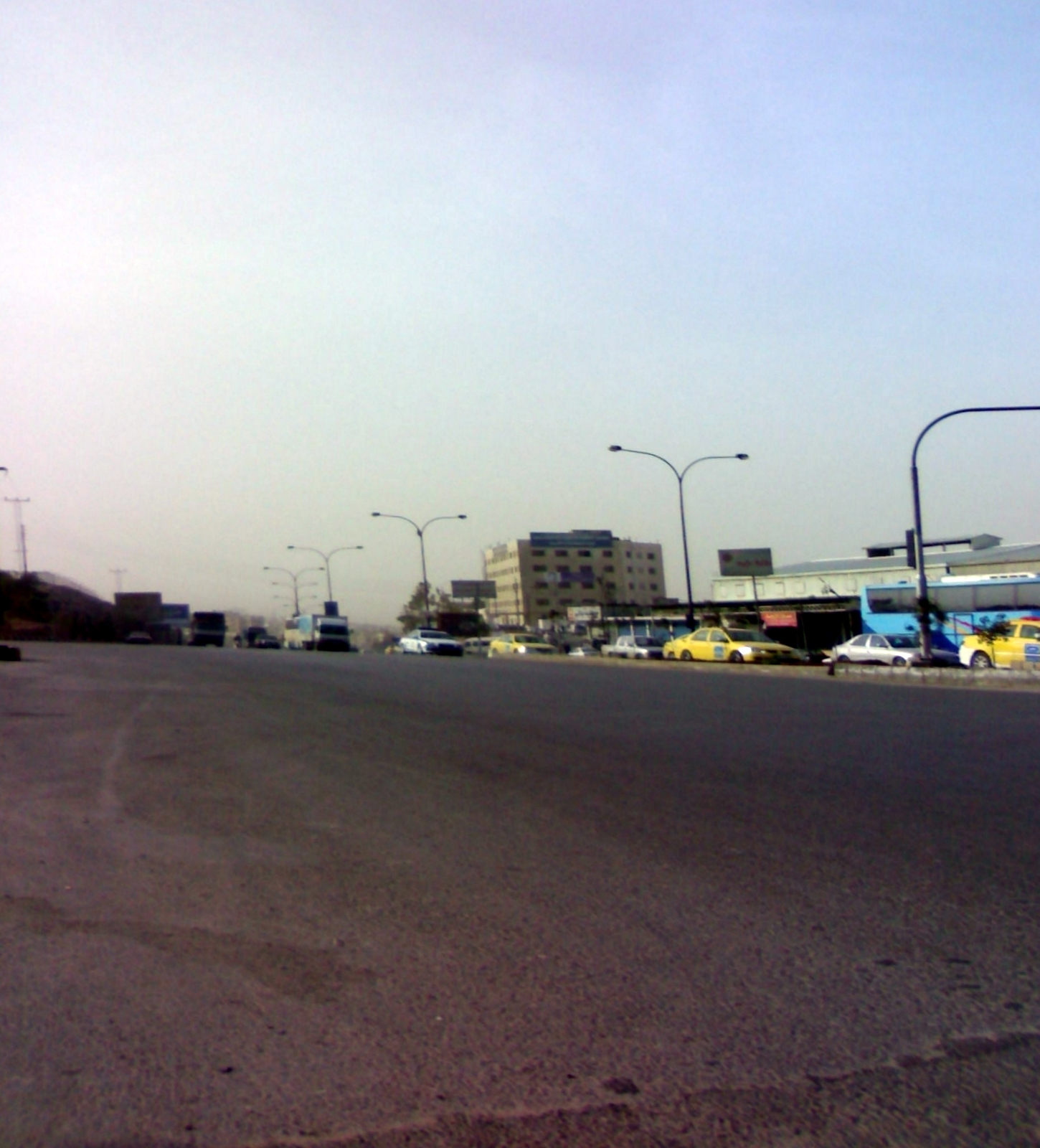
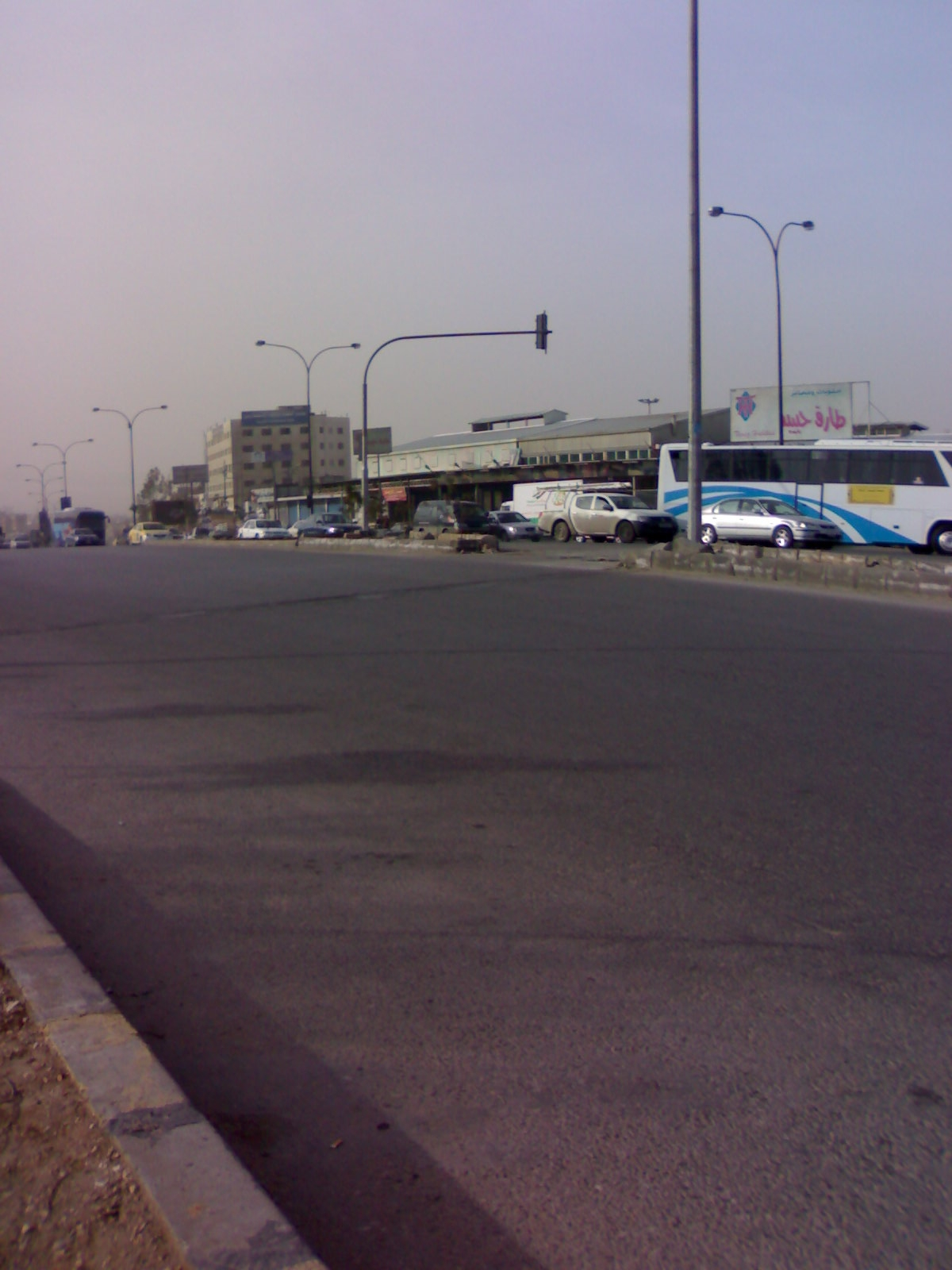
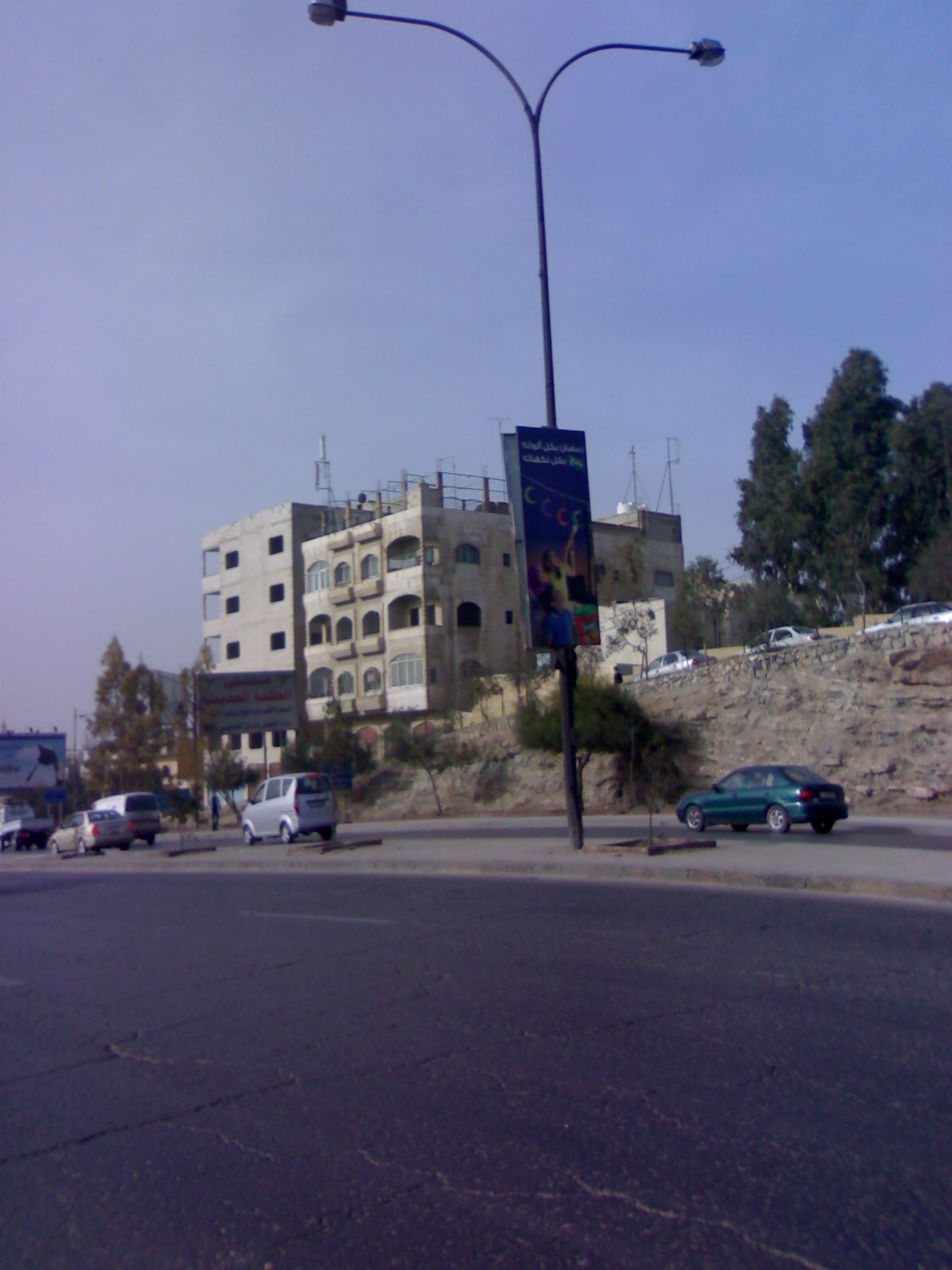
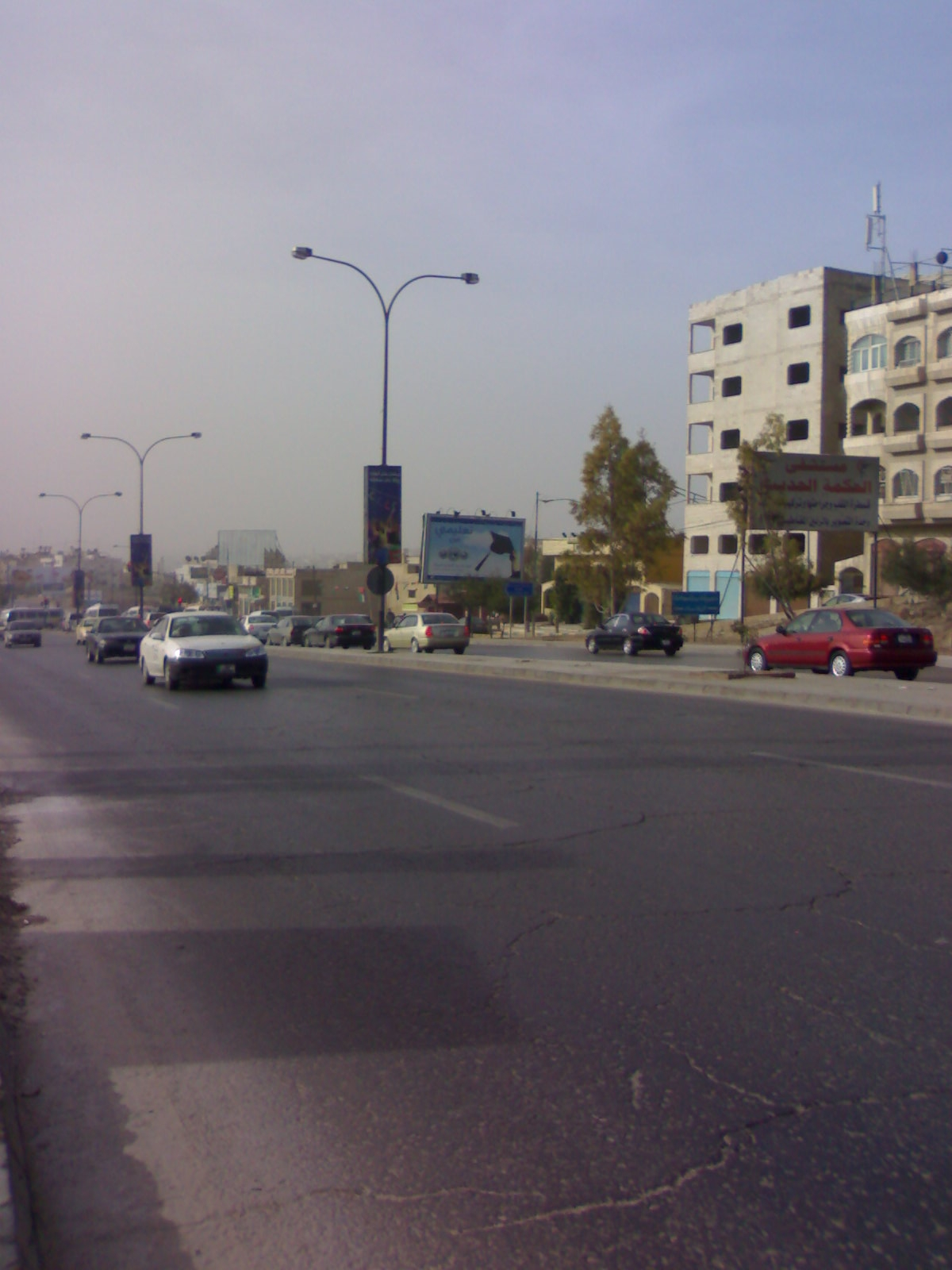
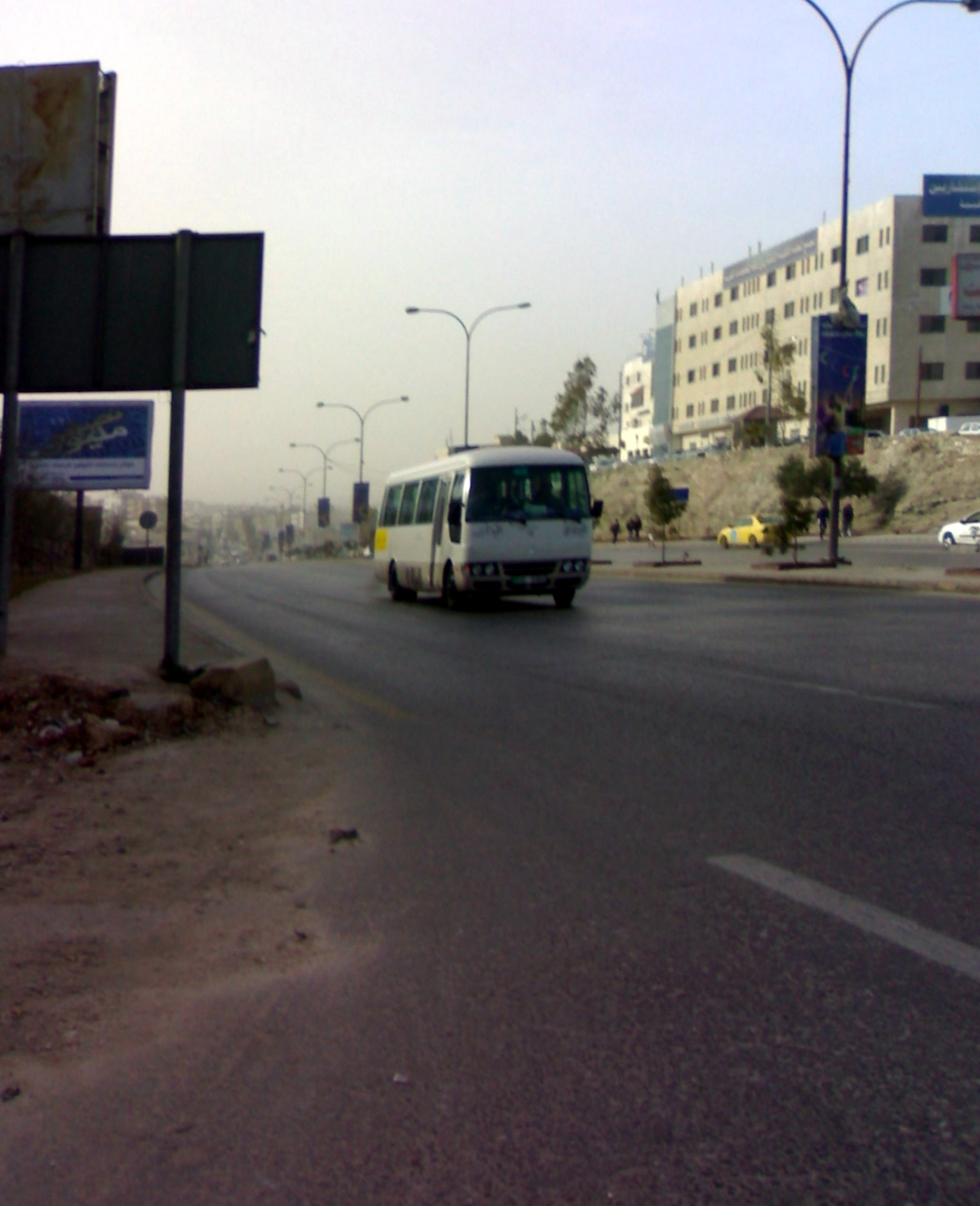
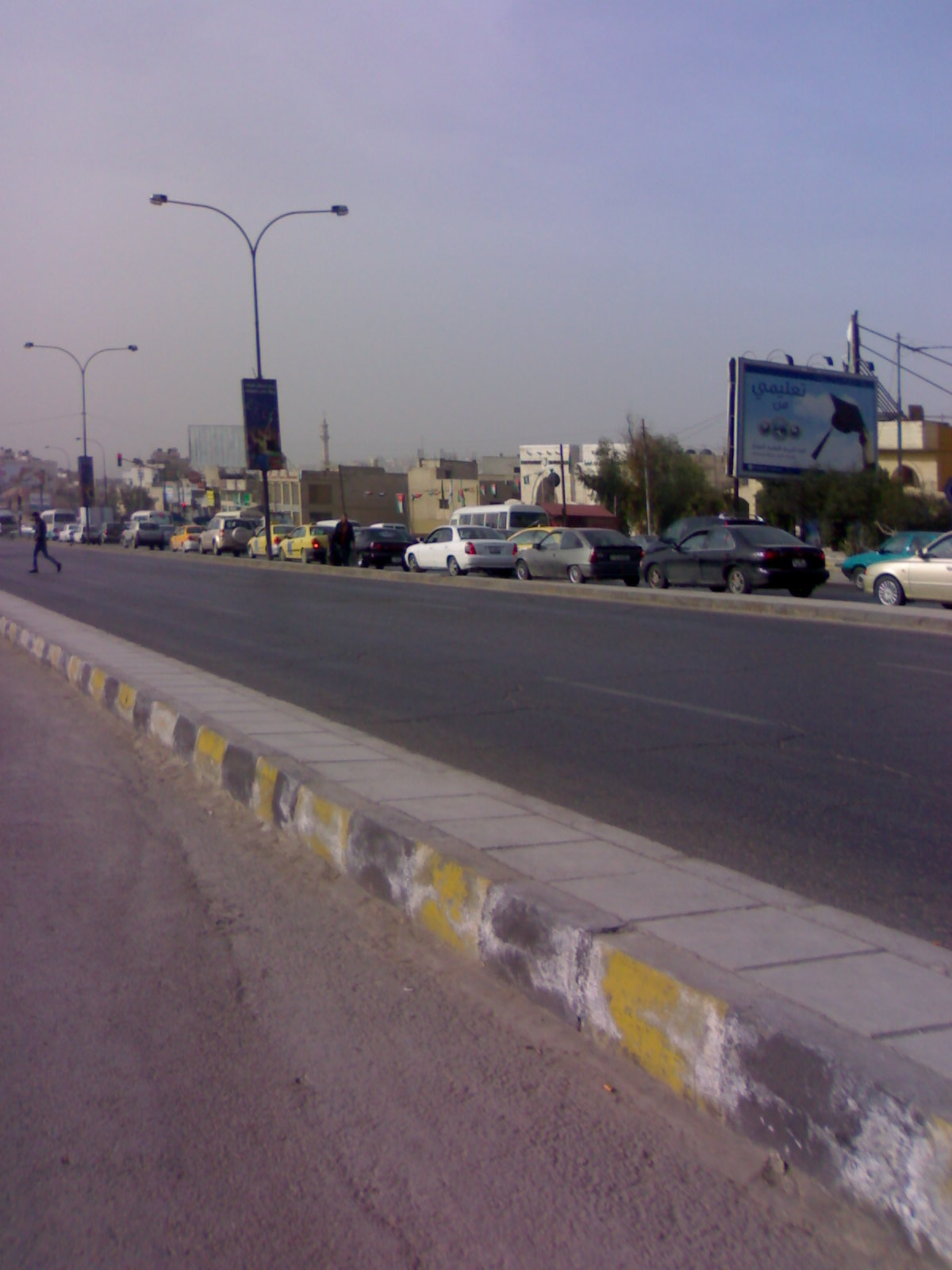
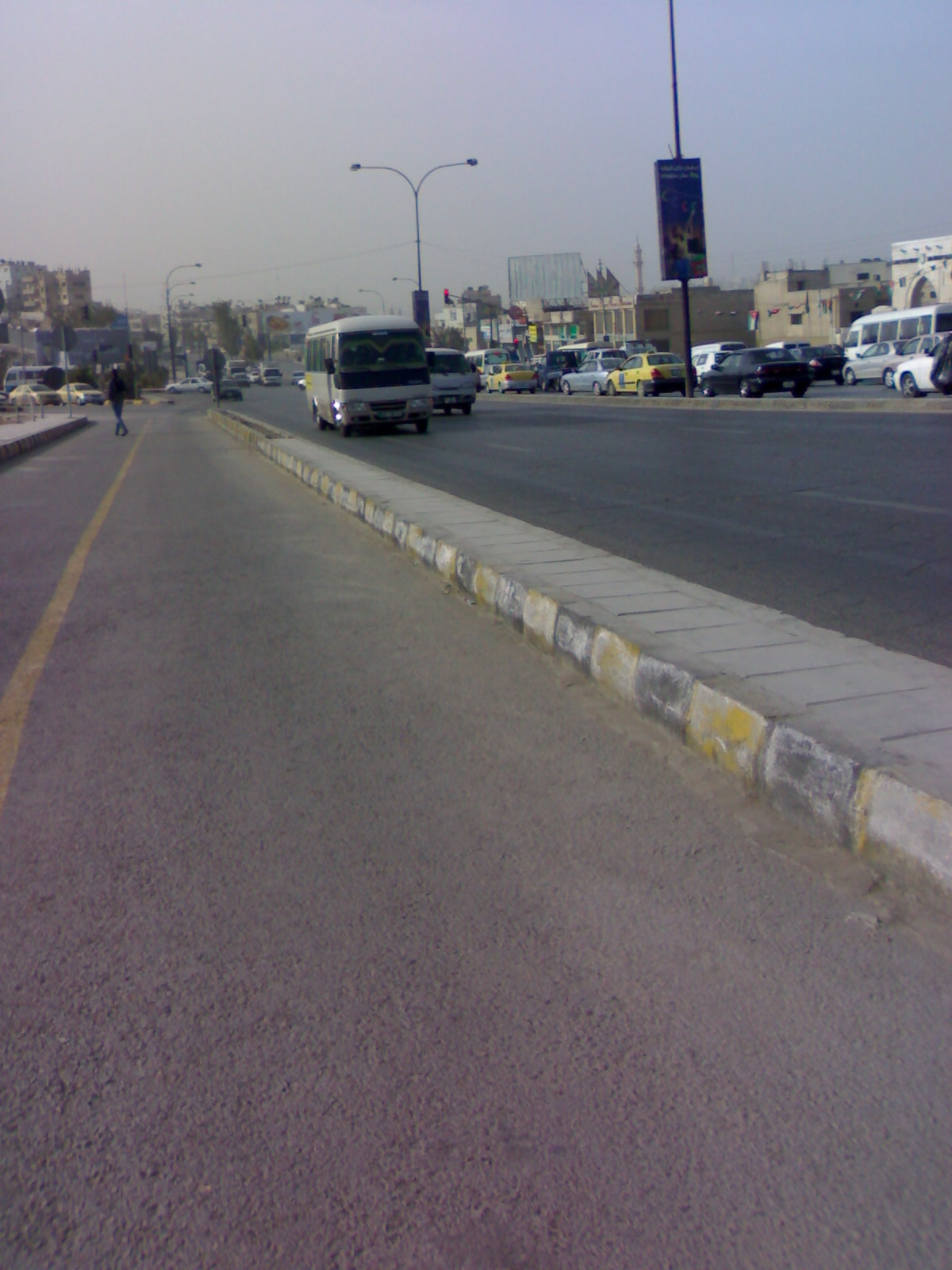
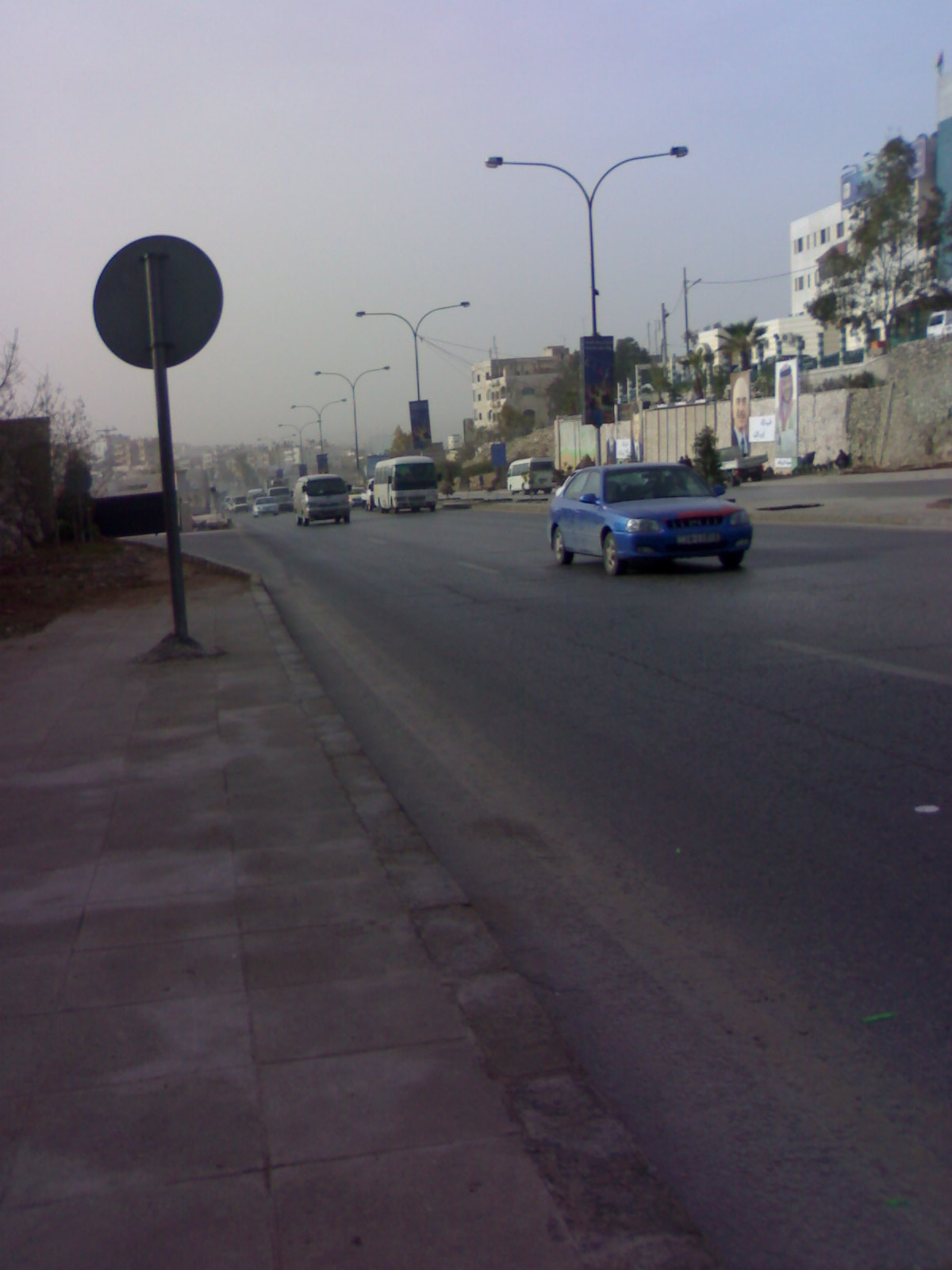
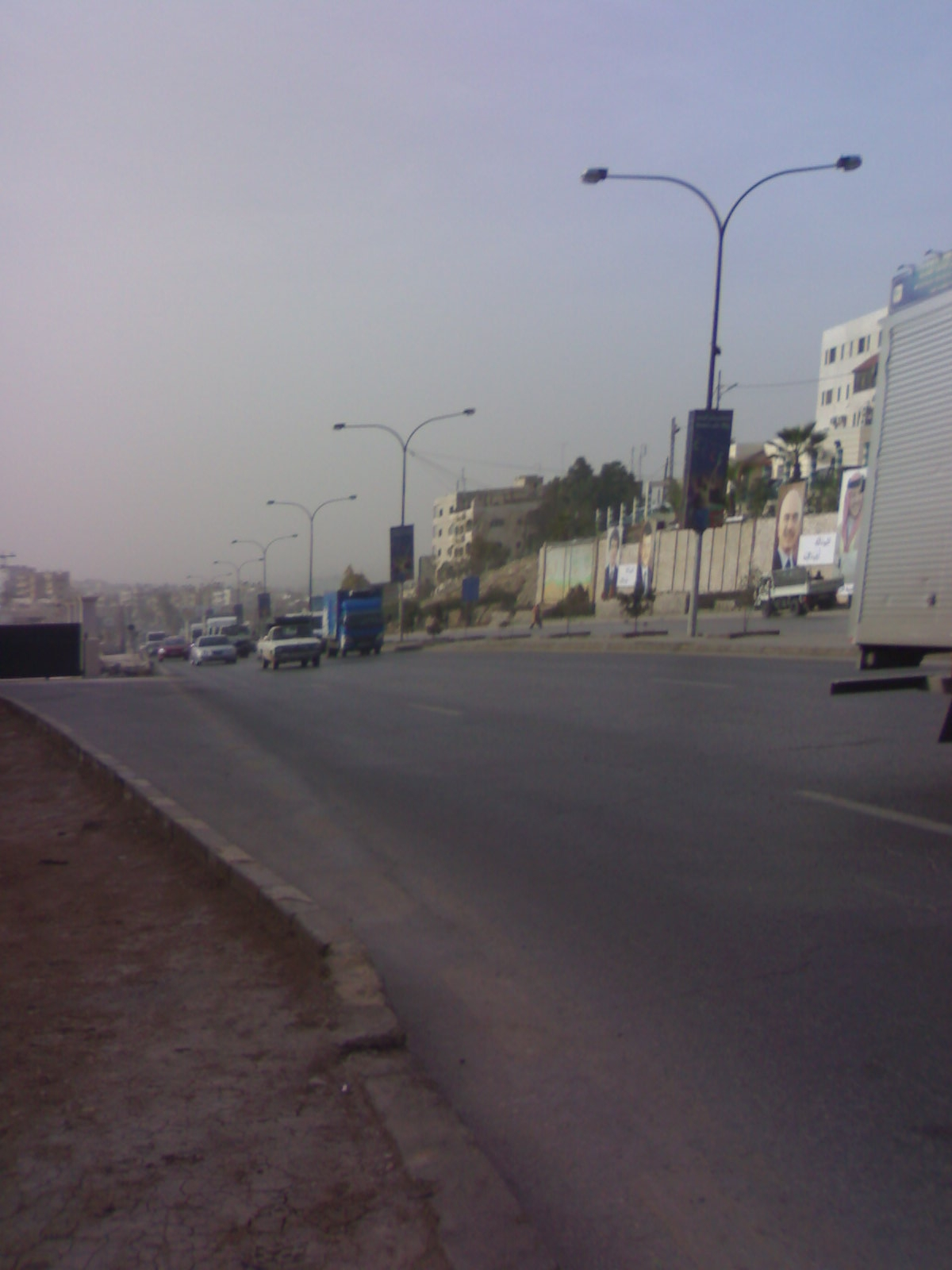
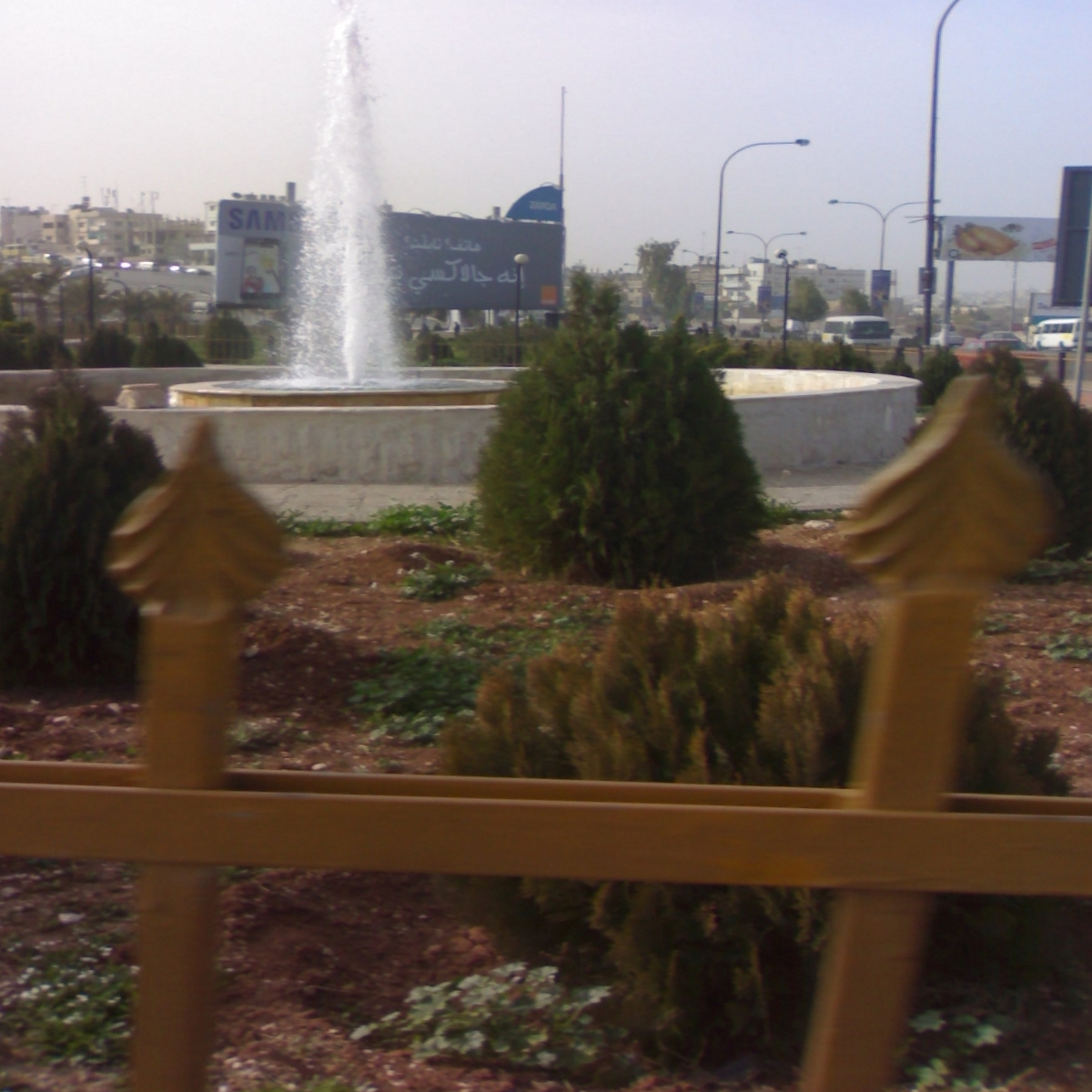
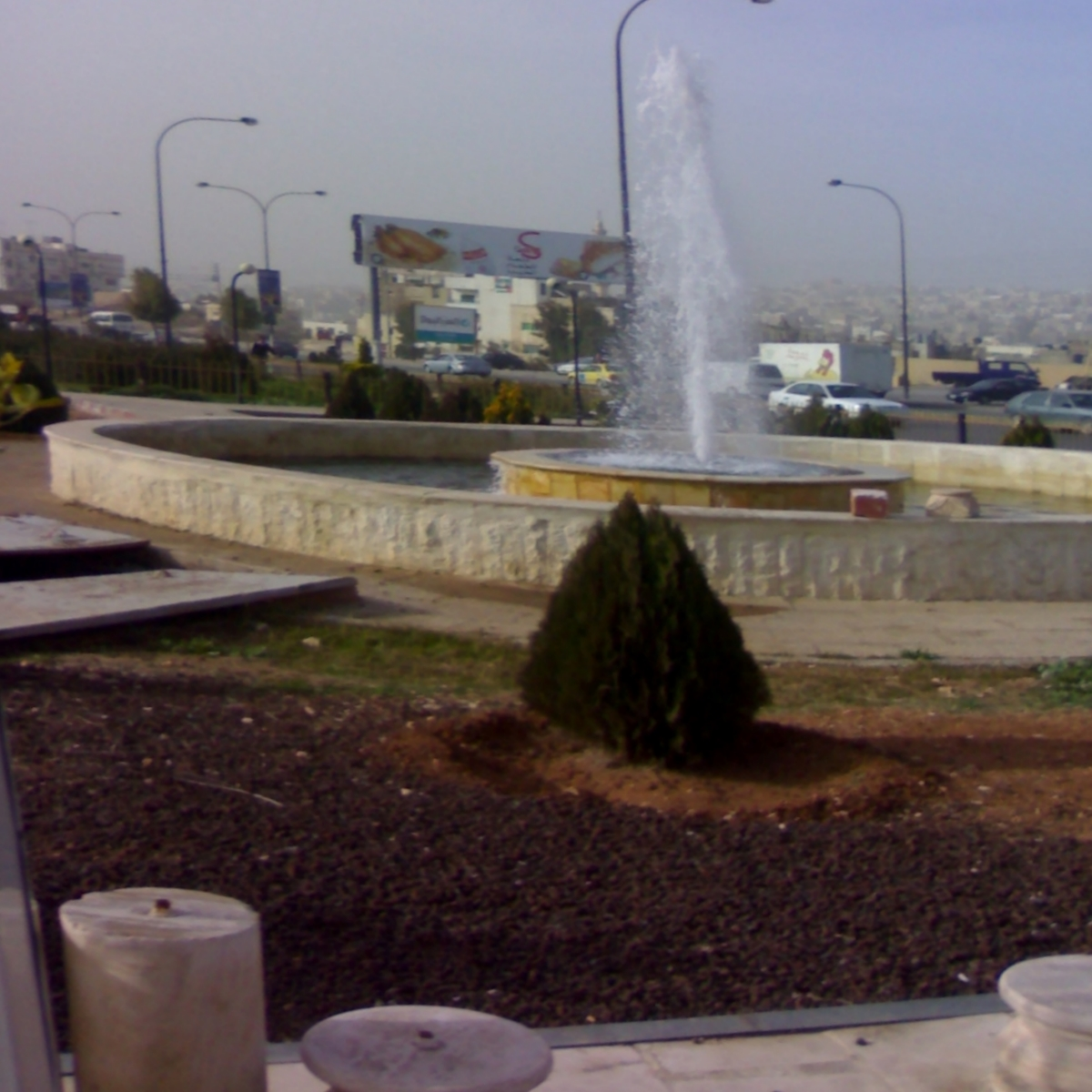
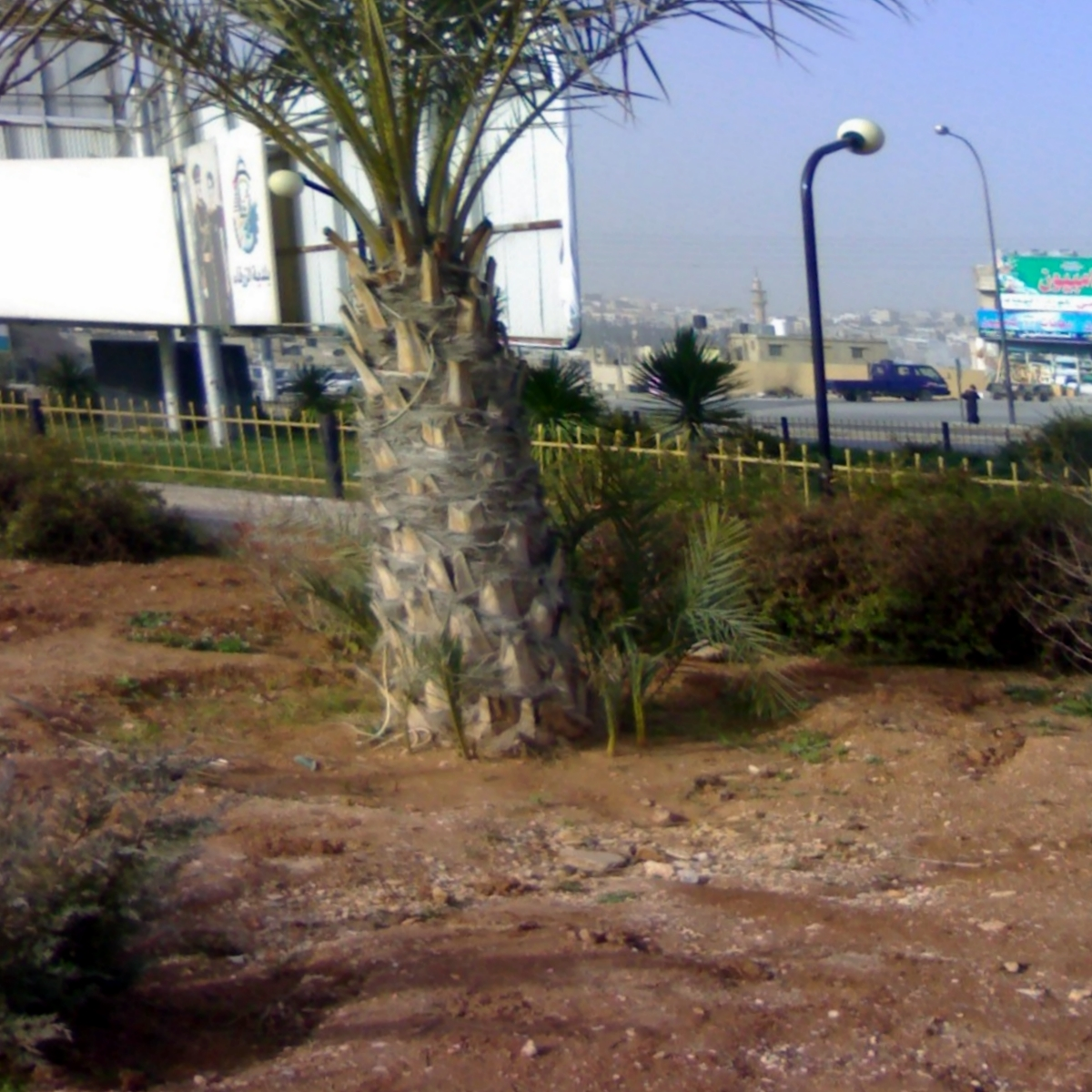
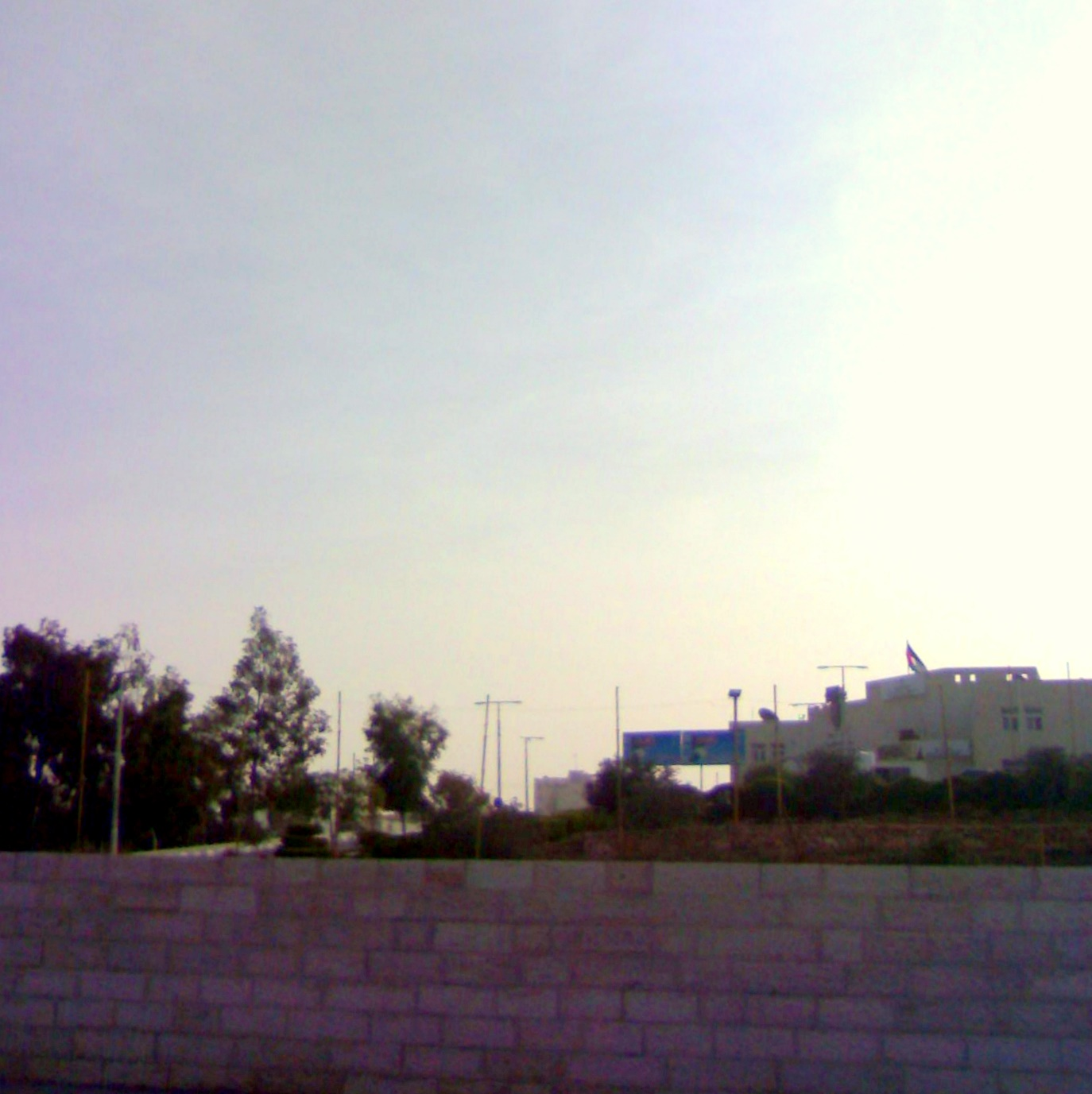
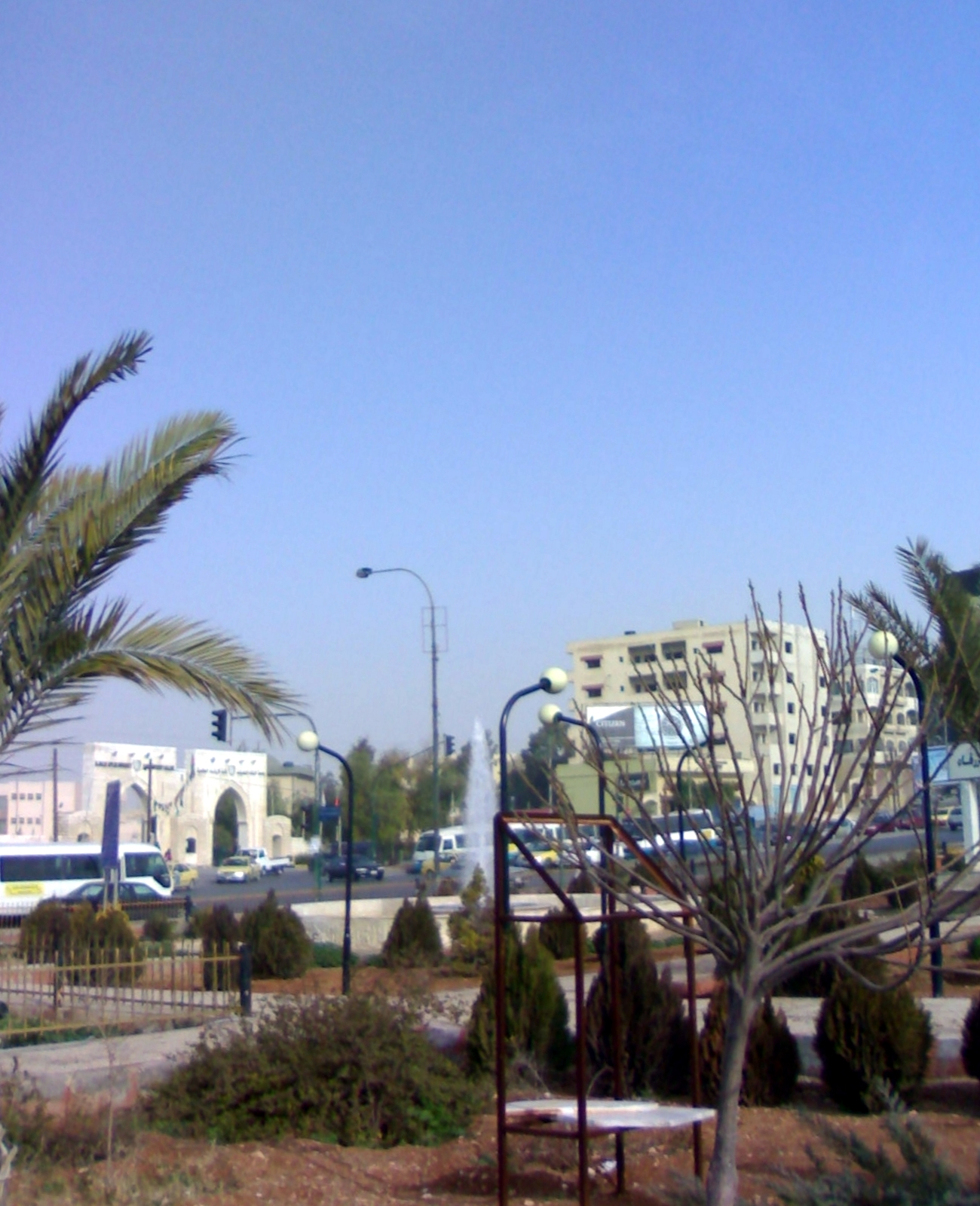
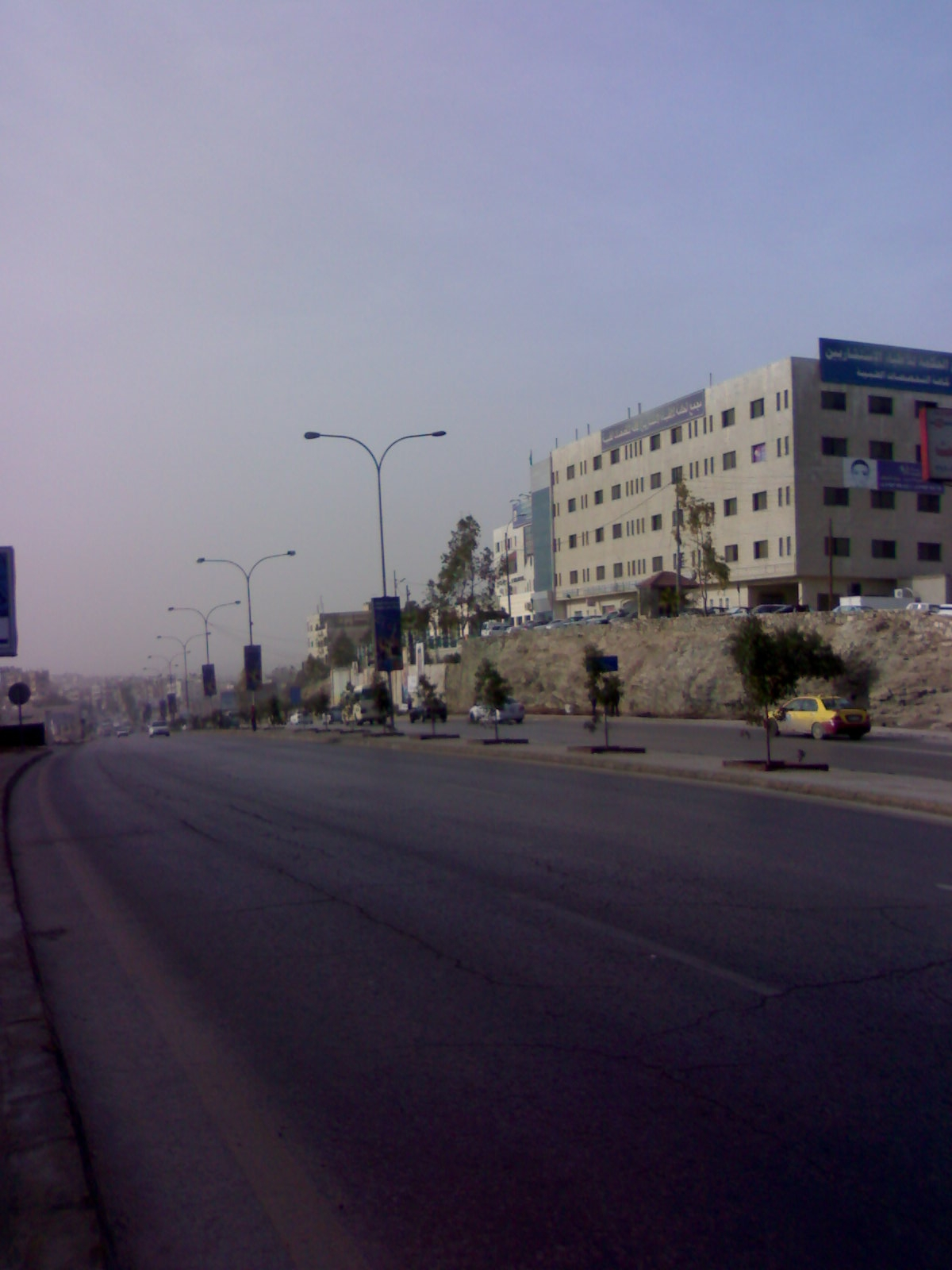
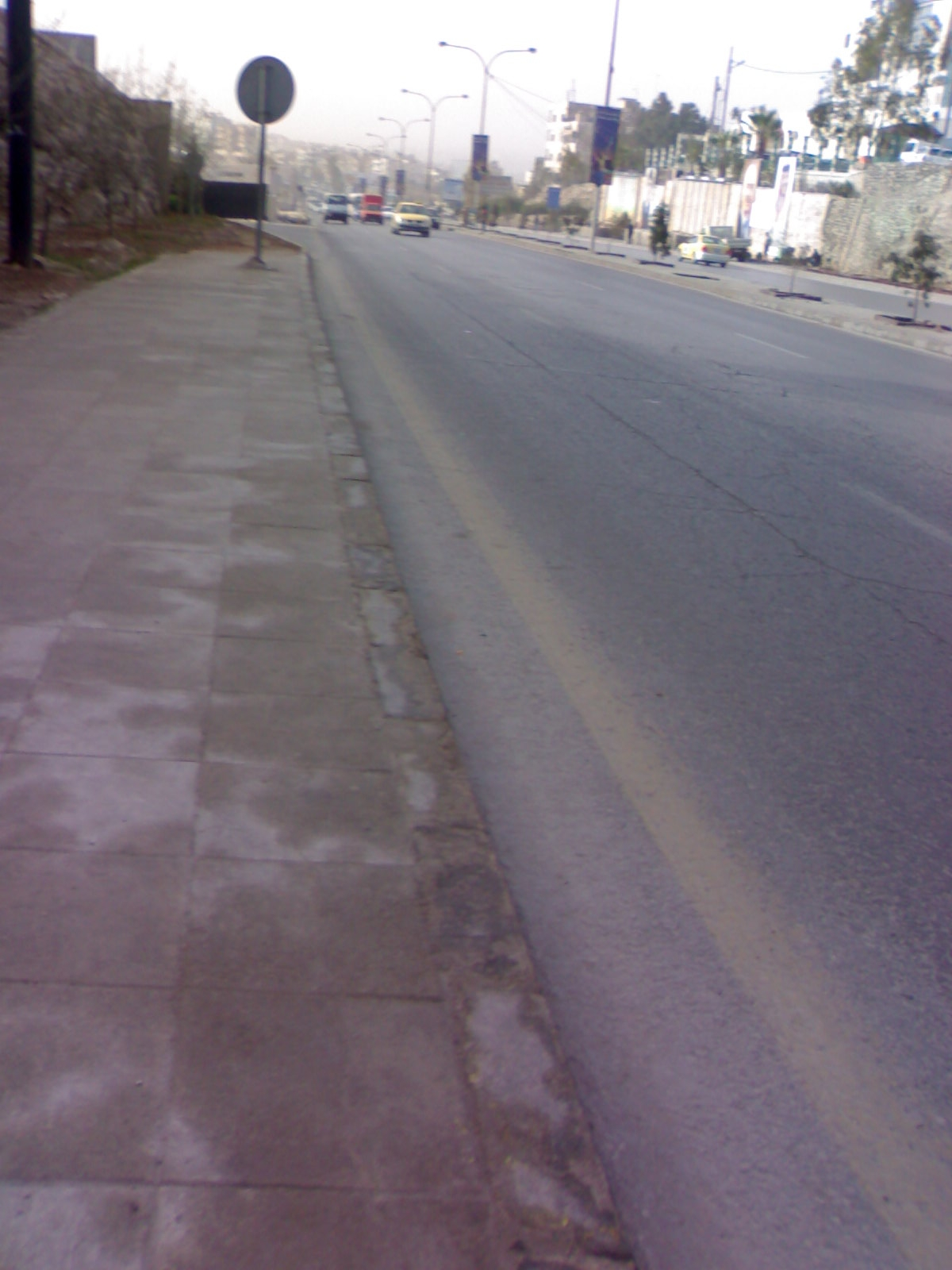
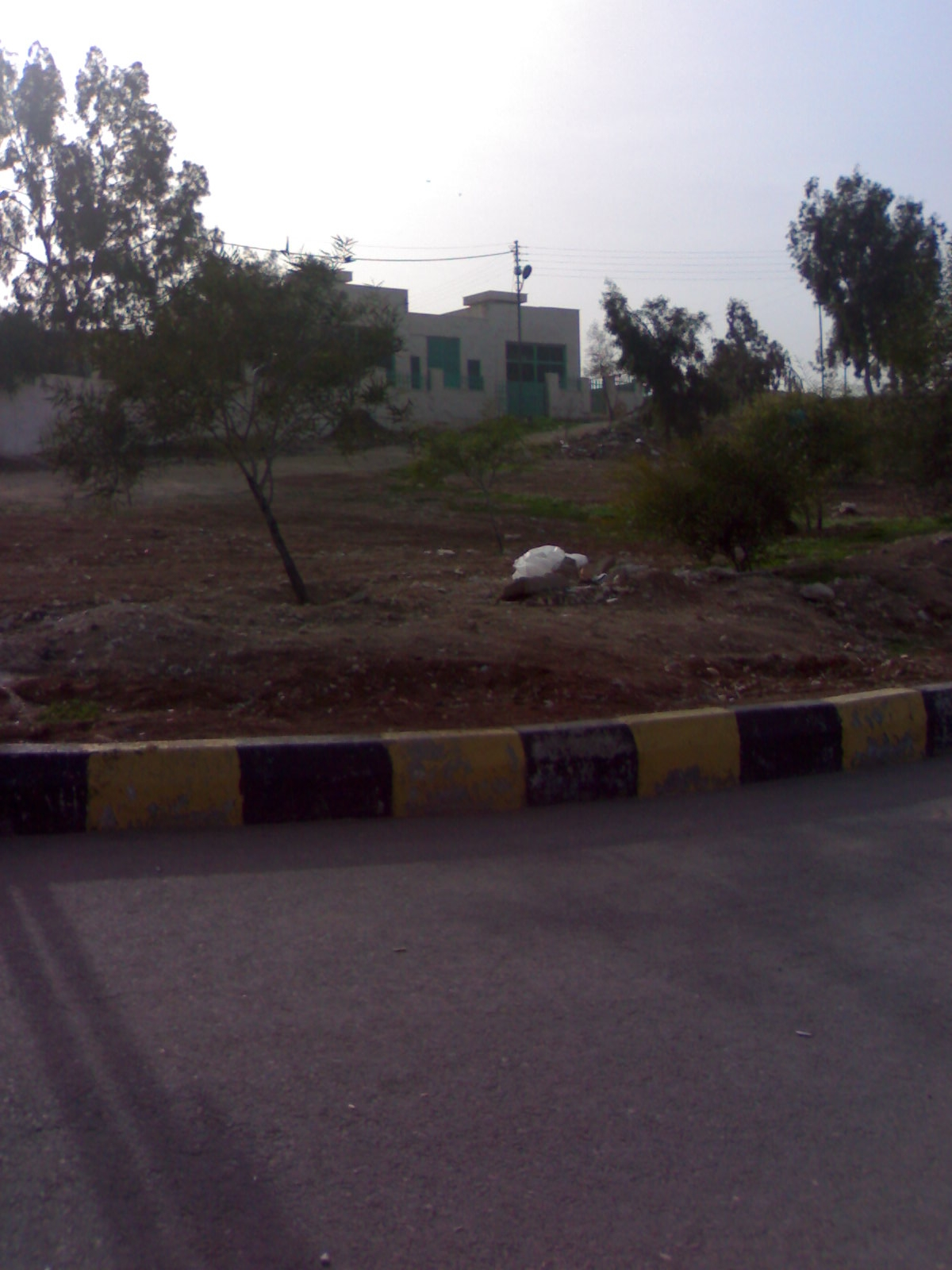
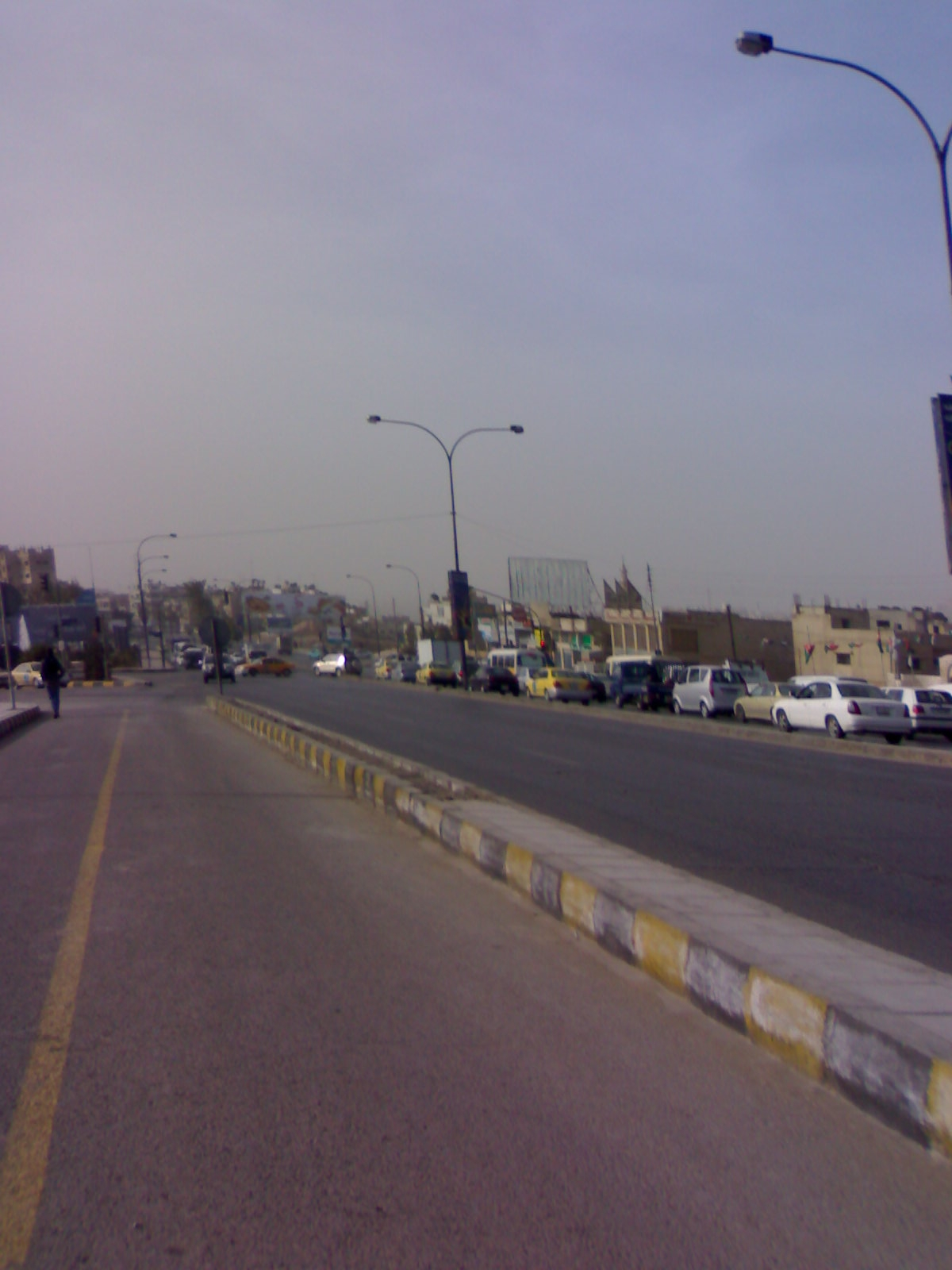
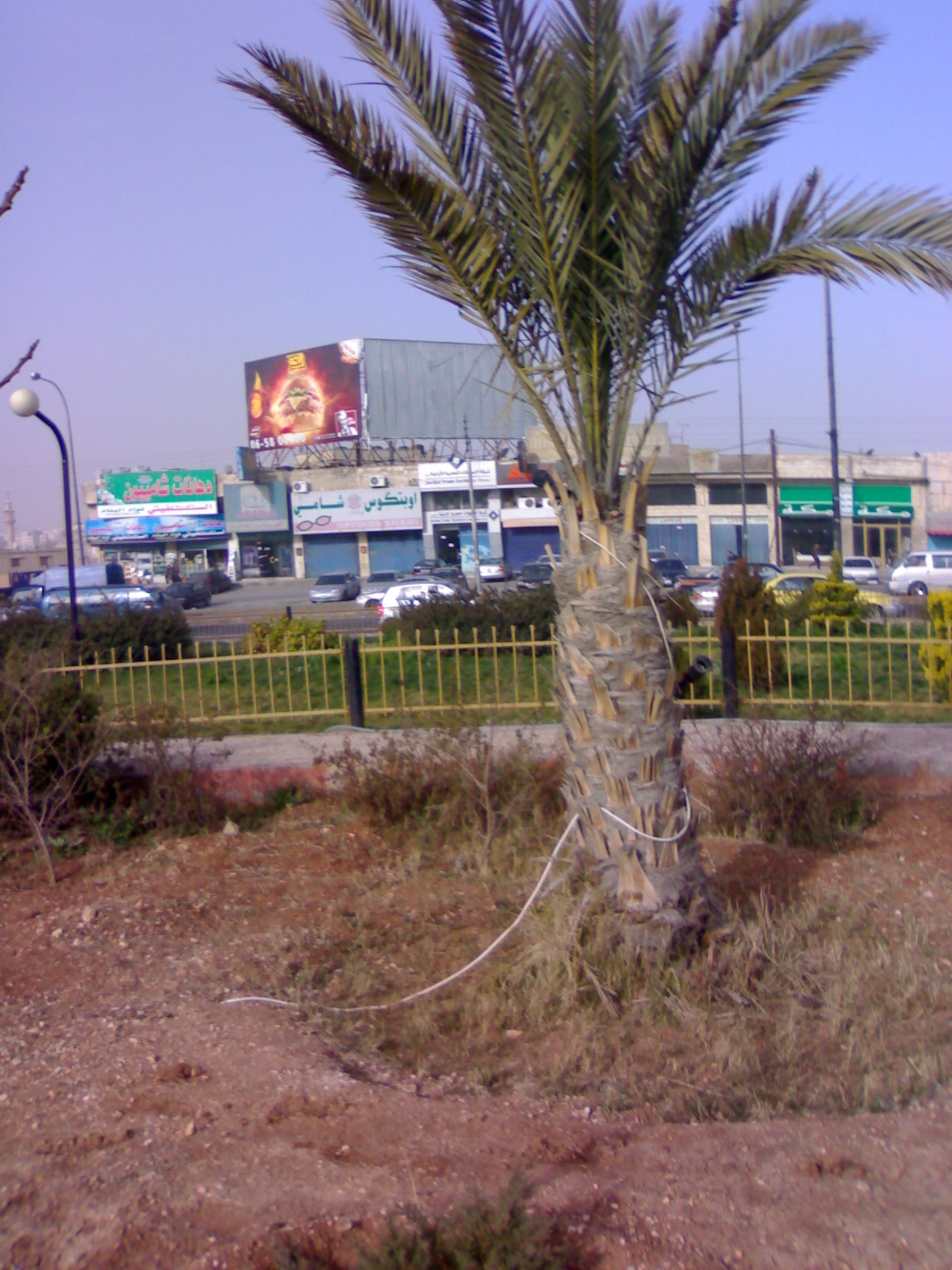
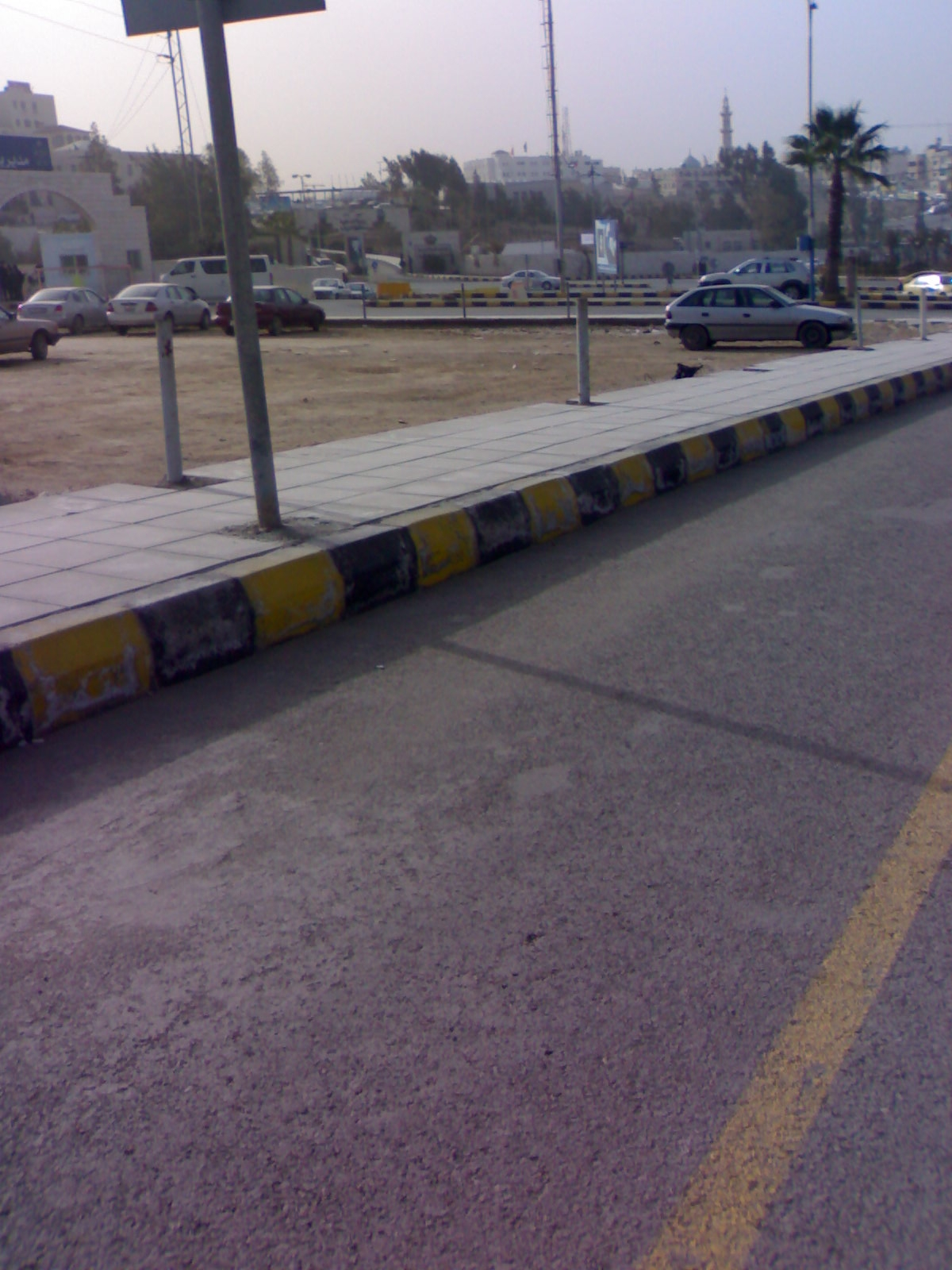
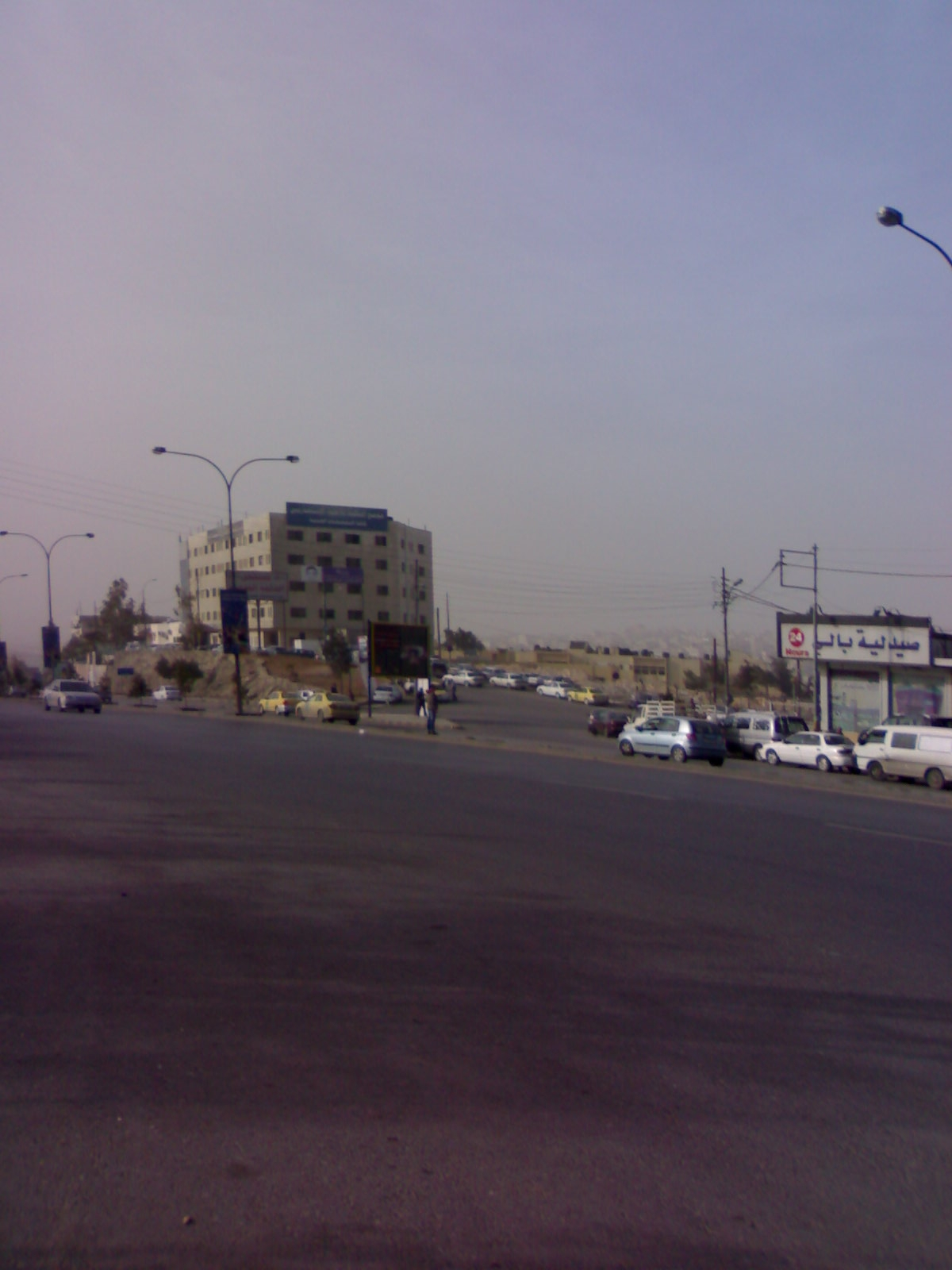
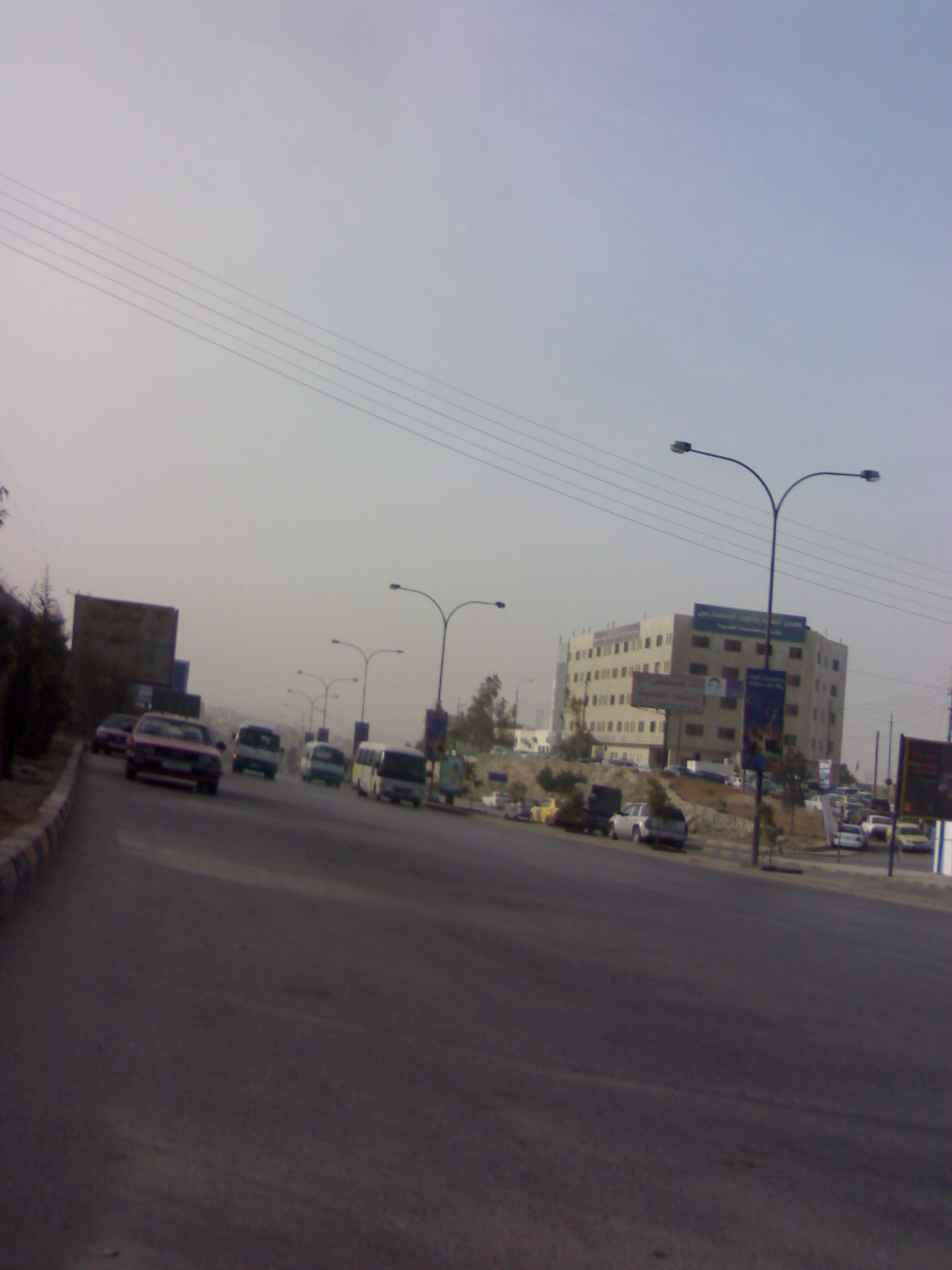
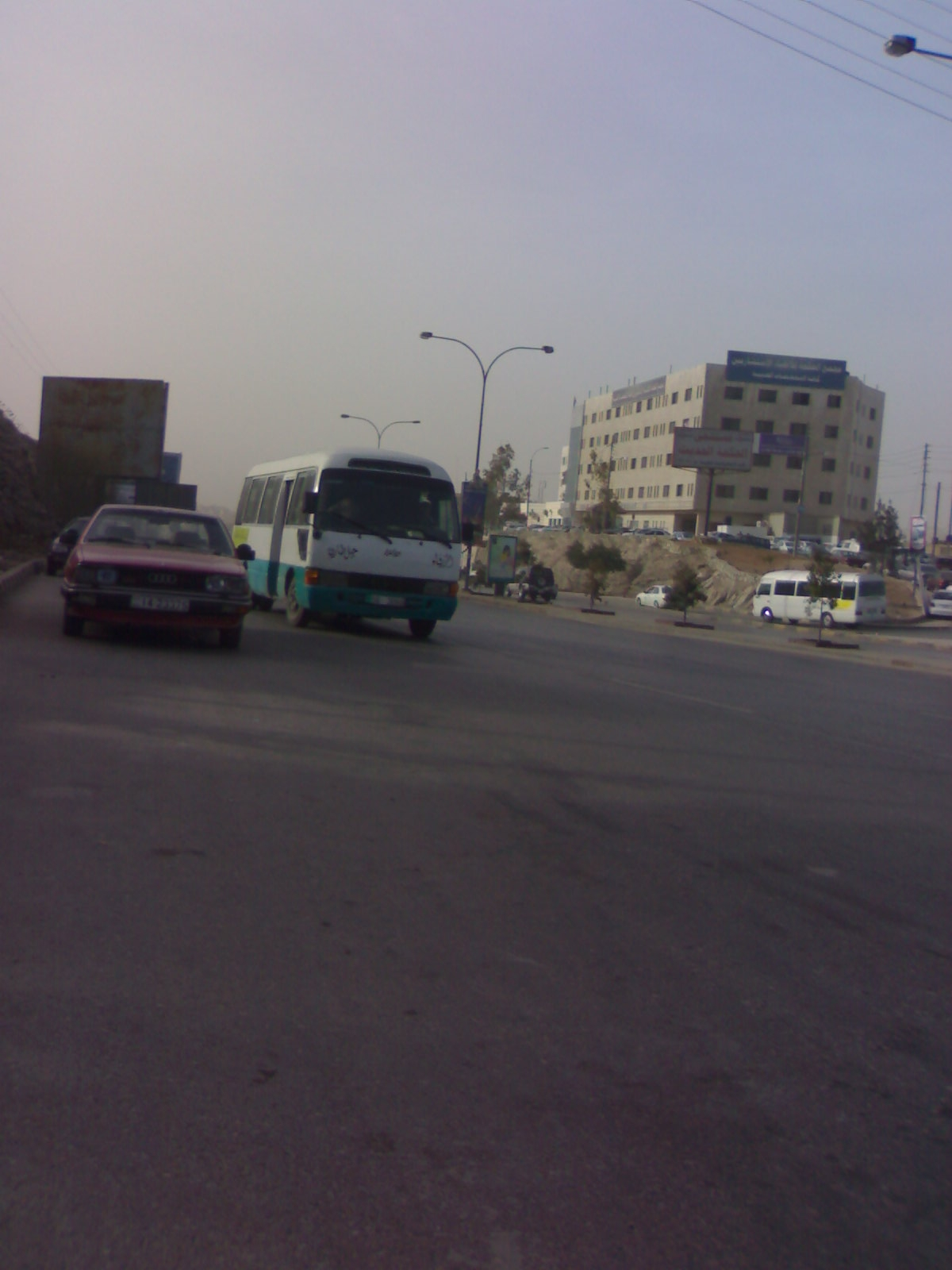
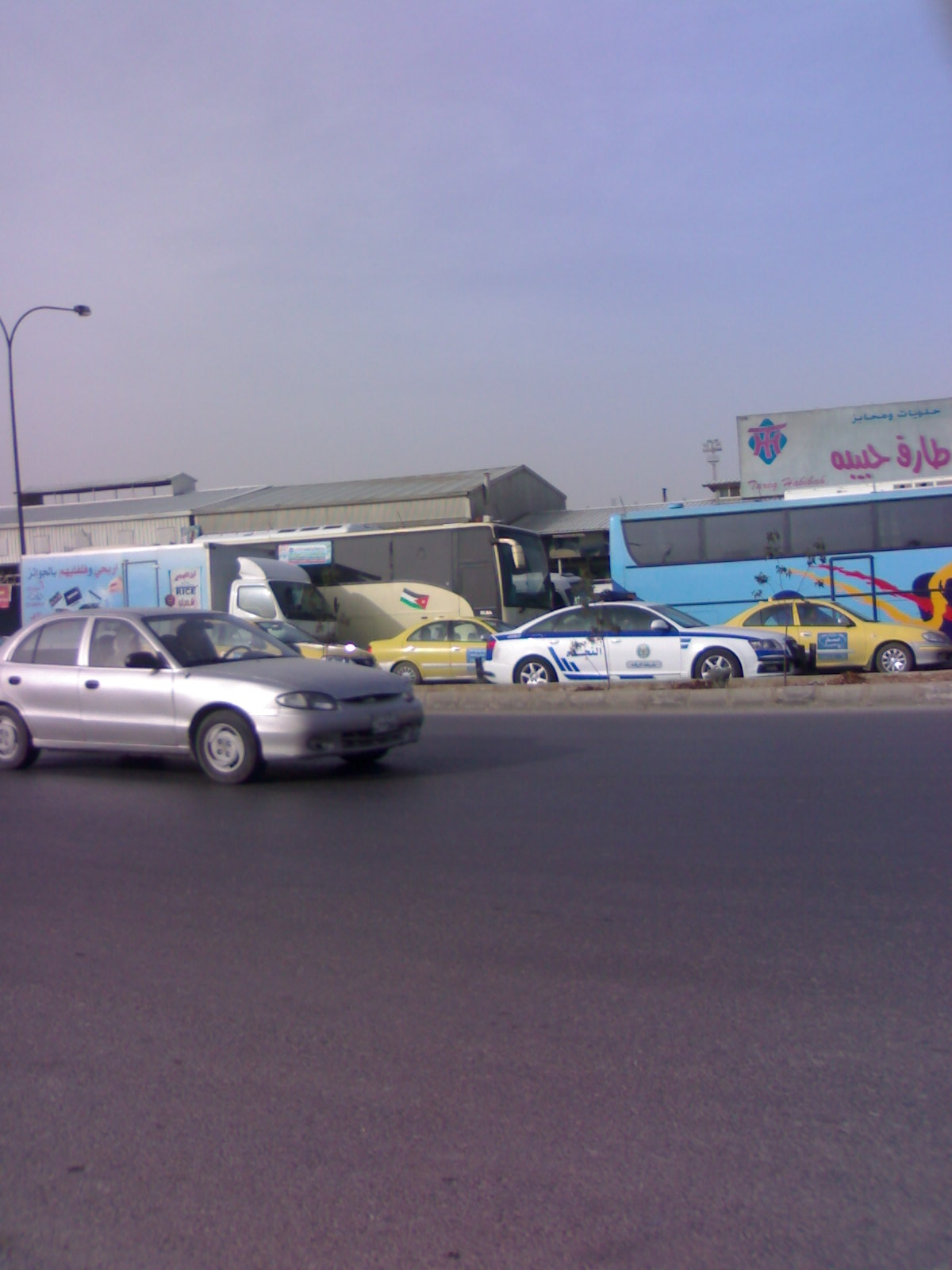
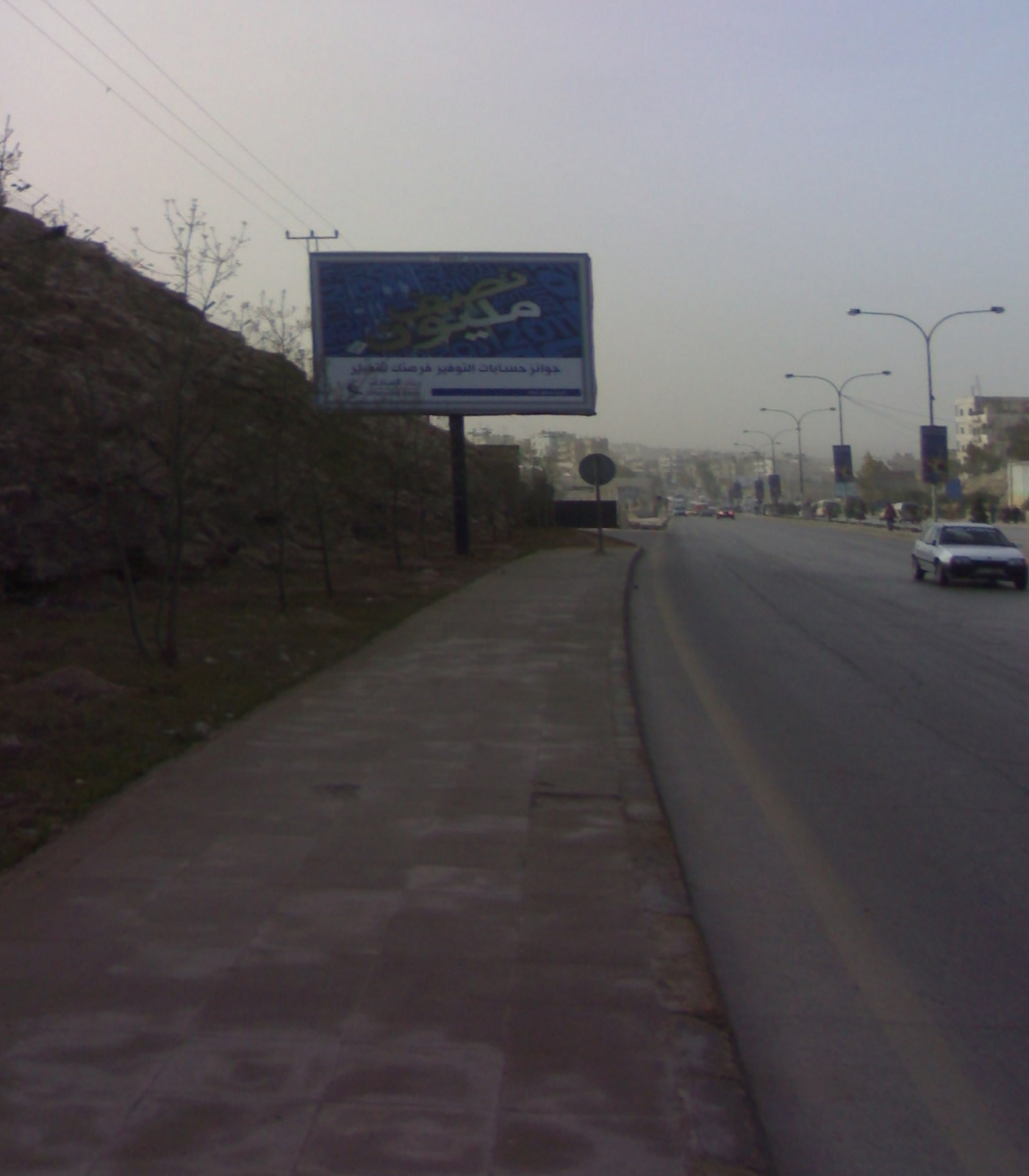

## مدن متوأمة
- وهران  الجزائر
- صفاقس  تونس